# グレートマジンガー
『グレートマジンガー』は、1974年（昭和49年）9月8日から1975年（昭和50年）9月28日までフジテレビ系列で毎週日曜日19時 - 19時30分に全56話が放送された東映動画製作のロボットアニメ、およびそれに登場するスーパーロボットの名前。
本作は『マジンガーZ』の続編となっており、マジンガーシリーズの第2作にあたる。スーパーロボット・グレートマジンガーは『マジンガーZ』の最終回で初登場し、そのまま本作へと物語がつながっている。

## 概要
シリーズ第2弾の企画は、放映の一年半前（1973年の4月）まで遡る。前作『マジンガーZ』は好調なスタートをきったものの、当初より視聴率は不安定な上下を見せていた上に、第26話から20%を切るようになったことがスポンサーサイドに不安視され、テコ入れとして兜甲児が新しいロボットに乗って活躍する「ビッグマジンガーZ」が検討されたが、新兵器ジェットスクランダーやコメディ担当のボスボロットなどの強化策が功を奏し、視聴率が徐々に上昇を始めたため立ち消えとなった。続いて夏には新主人公・神竜鉄也とスクランブルナイツが登場する「ゴッドマジンガー」が企画されたが、Zの視聴率が第40話から20%台をキープするようになったため、これも白紙に。改めて同年暮れ、「グレートマジンガー」の企画書に漸くGOサインが出たものの、Zが30%に迫る高視聴率を獲得したことで放送開始は延び延びになるという複雑な経緯を辿った作品である。
平均視聴率は22.8%を記録し（20％を割ったのは、第2話および夏休み中の放映となった第46話〜50話の6回のみ。最高視聴率は、最終回「平和の鐘よ　勇者の頭上に鳴り渡れ‼」の27.2％。ビデオリサーチ関東地区調べ）、前作の平均22.1%を上回る高い支持を得ていた。しかし本作のメインライター藤川桂介は、「マジンガーZを凌いだとは思いませんでした。毎週、破壊を思うがままにしていた『マジンガーZ』に対し、本作は行き過ぎにブレーキをかける時代がきたため、破壊をつつしむようになり活力が失われたため」と後年語っている。
玩具の売上に目を向けると、本作は大成功と呼べるものではなかった。本作のスポンサーで関連商品を発売していた、ポピーのキャラクター別売上では1974年度における前番組の『マジンガーZ』の売上が1位に対し、本作は4位。翌1975年度では5位以下とランクインできなかった。
なお、永井豪をはじめ各作家による漫画版では「グレート・マジンガー」のように、題名や固有名詞に中黒「・」（または★）が入っており、団龍彦による小説作品『スーパーロボット大戦』の後書きにおける赤星政尚の解説などでも中黒が正しい表記とのコメントがされている。しかし21世紀に入ってからリリースされた単行本タイトルには『グレートマジンガー』のように中黒「・」が付いていない。2018年に出版された『グレート・マジンガー 1974-75［初出完全版］』には、“現在ではタイトルの「・」は正式に削除された”という一文がある。
また、後番組『UFOロボ グレンダイザー』、および『鋼鉄ジーグ』が同時に放映開始となる1975年10月5日放映分より、東映動画で制作体制の再編成が行われ、『UFOロボ グレンダイザー』は『ゲッターロボG』のスタッフが制作、『グレートマジンガー』のスタッフは『鋼鉄ジーグ』に移動となった。詳細は「UFOロボ グレンダイザー#スタッフ」を参照。

## ストーリー
天才科学者・兜剣造博士は、光子力の開発実験中の事故で瀕死の重傷を負ったが、父・十蔵博士の手によりサイボーグとして蘇った。その後、十蔵が予言したミケーネ帝国の地上世界への侵攻に対抗するため、十蔵の設計したマジンガーZをよりパワーアップさせたグレートマジンガーを製作。孤児の剣鉄也と炎ジュンを引き取り、パイロットとして育成しながら密かに来たるべき戦いの日に備えていた。
息子・甲児が世界征服を企むDr.ヘルとマジンガーZで戦っている間、剣造はその戦いを見守るのみであった。だがDr.ヘルの敗北後、地底に潜んでいたミケーネ帝国が地上侵略へと乗り出し、彼らの兵器「戦闘獣」の前にマジンガーZがたちまち追いつめられてしまったその時、ついに剣造はグレートマジンガーを出撃させる。鉄也の操るグレートマジンガーは、初出撃で戦闘獣を一蹴してその力を示した。以後、マジンガーZに代わってグレートマジンガーが地上を防衛する任に就き、ミケーネとの新たな戦いが始まったのである。
なお、前作『マジンガーZ』の主人公・兜甲児はアメリカ（ワトソン研究所）へ留学したという設定で、本作中にはほとんど登場しない。ただし、終盤ではマジンガーZと共に再登場し、グレートマジンガーとの共闘を果たしている。また、次作『UFOロボ グレンダイザー』では再びレギュラーとして登場することになる。

## 登場人物

### 科学要塞研究所
地上世界の征服を目論むミケーネ帝国と戦うグレートマジンガーの基地である平和の砦。研究所の所在地は、伊豆半島の海岸沿いという設定である。
剣 鉄也（）
声 - 野田圭一
本作の主人公。グレートマジンガーの操縦者。身長180cm。当初は22歳という設定だったことから、甲児と比べて全体的に大人っぽい容姿をしていたが、第19話からは18歳に引き下げられた（なお、年齢設定の変更如何にかかわらず、兜甲児のことは終始「甲児くん」と呼んでいる）。 これに合わせて外見のキャラクターデザインもマイナーチェンジが図られた。普段の服装は青いショートトレンチにズボン、紫色のマフラーという私服を好む。
両親は物心ついた頃には既に死んでおり孤児となっていたが（第2話）、7歳の時に兜剣造に引き取られ、グレートマジンガーの専従操縦者として厳しい戦闘訓練を受け続けてきたため、純粋な操縦技術に関しては甲児をも凌ぐ。
一見すると屈強な戦士であり、己にも周りに対しても厳しいうえに、プロフェッショナルとしてのプライドと自信過剰による配慮のない発言が、周囲の人間から反感を買うことがある。また口の悪さに加え、少々礼儀や気遣いに欠けるところもあるため（映画『グレートマジンガー対ゲッターロボ』で共演したゲッターチームに対しては、差別的な言葉を吐いている）、周囲から誤解を受けやすい。その一方で、生来持ち合わせていた気さくな兄貴分な一面（第26話など）や、年の割には妙に子どもっぽい部分（第38話冒頭など）が見られたりもする。
また、非常に競争意識が強く、子供のころ、友達・サブローが飼っていたカナリアに対抗し、その強さに憧れて鷹を飼っていたこともある。ところがその鷹がサブローを襲い失明させてしまったことで激しいショックを受けて自分を責め、この事件を忌まわしい記憶としていつしか完全に忘れ去っていたものの、突如そのトラウマが蘇ったことで鳥類型戦闘獣グラシスに大苦戦をした。（以上、第32話）
社交的で博愛的性格を持つ甲児とは対照的に、孤児であった過去や、それによる暖かい家庭への羨望、養父である剣造への愛憎入り混じった執着など、様々な感情や葛藤を抱えている。この複雑過ぎる性格が災いして、終盤で甲児と激しく対立してスタンドプレーに走った結果、大きな危機を招くが、剣造の死を賭した行動で覚醒して仲間への信頼を取り戻し、重傷を負いながらもミケーネ帝国に勝利した（第55、56話）。
ただし兜シローに対してだけは実の弟同然と思っているぐらいに愛情を持っており、兄・甲児の代わりとしては十分な役割を果たしていた。その思いはシローにも通じていたが「僕たちは皆兄弟だよ。甲児兄ちゃんの兄貴は鉄也兄ちゃんだろ」と明確な言葉をシローからもらった（第55話）にもかかわらず、甲児の帰還により自分の家族と信じていた者を奪われるジェラシーは頂点に達し、剣造を失うという悲劇を生んでしまうこととなった。
正式な設定かは定かではないが、放映当時の書籍には「月の小遣いは千円、好きな科目は体育、ねずみとにんじんが苦手」といった細かいプロフィールが掲載されている。
なお、次回予告は、第44話より剣鉄也（野田圭一）が話すスタイルにチェンジしている（決め台詞は「次回・グレートマジンガー、“〈サブタイトル名〉”で君と会おう!」）。
名前について、永井は「（甲児の名前から）ヨロイカブトのあとなんで、今度はロボットにツルギを持たせて」ということから名づけたと語っている。
炎 ジュン（）
声 - 中谷ゆみ
本作のヒロイン。ビューナスAの操縦者。グレートを操縦したりボロットに同乗するようなことは一度もなく、最後までビューナス一筋だった。グラマラスなプロポーションの持ち主で、くせ毛の黒髪を腰に届くほど長く伸ばしている。大人びて見えるが18歳である。
基本的に季節を問わず薄い黄色とオレンジの縦ストライプの半袖Tシャツに、白いミニのプリーツスカートという出で立ちだが、赤茶色のワンピース（第19話）を着たこともある。第48、49話ではそれぞれビキニとワンピースの水着姿も披露した。
性格はお転婆で好戦的という設定だが、じゃじゃ馬ぶりを強調された前作の弓さやかほどではなく、寧ろおっとり落ち着いた描写が多かった。鉄也やボスに軽口を叩く場面もしばしば見受けられるが、シローに対してはかなり親身になって接しており、剣造にシローを光子力研究所から引き取って、科学要塞研究所から学校に行かせるよう薦めたりしている（第2話）。
剣鉄也同様に孤児だった過去を持ち、やはり剣造に引き取られビューナスAのパイロットとなるべく育てられた（第2話）。多くの孤児の中から敢えて彼女を選んだ剣造の目に狂いはなく、抜群の運動神経を有する。その高い身体能力の一端は第4話で柔道の乱取の際に鉄也へ決めた小外掛や、第24話で見せた体操の伸身宙返り、第48話や第49話での高飛び込み場面などで確認できる。また、第25話でのビューナススクランダーとの合体も、テスト無しのぶっつけ本番にもかかわらず一発で成功させている。
なかなか多彩な特技を持ち、第5話でのスパニッシュギター演奏や変わったところでは第30話での溶接が例として挙げられる。
鉄也とは幼い頃から兄妹のようにして育った間柄ではあったが、お互いに戦闘でのパートナーシップ以上の恋愛感情にまで発展することはなかった（ただし第1話や第49話での砂浜で戯れる二人の姿は、第三者からすればラブラブなカップルに見えなくもない）。ボスからは第1話以来、執拗にアプローチされても全く相手にしなかったが、ボロットとの息の合ったコンビでグレートをサポートする場面は随所で見られた。
アフリカンスキンの父と日本人の母の間に生まれ、肌の色が浅黒いことから幼少時はいじめられたり仲間外れにされたりしていた（第19話）。肌の色と孤児であることは彼女にとってかなりのコンプレックスで、第19話では思い悩んで自らの手を汚れを落とすかのように血が滲むまで洗い続けるにとどまらず、ついには戦闘獣の出現に際して出撃するも「誰も自分の苦しみを分かってくれない」と、戦闘を拒否して敵前逃亡までしてしまうほどであった（その後、教会の牧師とボスによる懸命の説得により漸くこれを乗り越えている）。なお、孤児だった過去を振り返る場面は本編中何度か見られたものの、肌の色で思い悩むのは第19話のみであり、その際には実の父親の写真をゴミ箱に破り捨てている描写がある。
兜 シロー（）
声 - 沢田和子
甲児の弟であり、兜剣造の次男。兄の戦いを見守るだけだった前作より大幅に出番が増え、学校生活も多く描写された。概ね前作と同じライトグリーンの半袖シャツに半ズボン姿だが、冬のエピソードでは長袖セーターを着用することもあった。
甲児がアメリカに留学した後は光子力研究所預かりだった（『マジンガーZ』第92話）が、兄のいない寂しさからか一時ボスらと行動を共にしていた（第1話）。しかし、がさつな彼らと一緒では教育上よろしくないというジュンの主張により、第2話で科学要塞研究所へ引き取られることになり、同時に小学校も「城南学園」へと転校している。
年相応にやんちゃな性格だが、死んだ（と聞かされていた）両親や、アメリカにいる兄の甲児を思って泣き言を漏らすこともある（第2話ほか）。
第5話でボロットに同乗したり、第8話で自身の専用ロボットを（夏休みの宿題工作レベルで）自作しようとしたりと、事ある毎に戦闘参加への意欲をアピールしていた（第43、44話など）。そして第25話から専用のロボットジュニアが登場、同機の操縦者となり戦列に加わる。
当初は剣造が父であることを知らされておらず、第26話で打ち明けられた直後は「お父さんだったら僕が寂しがっているのに放っておくはずがない」と反発と不信感を抱いていた。とは言っても、まだ小学生である彼にとって侵略者からの防衛の重要性を理解するのは難しいことであり、前作でも兄・甲児から私情を優先させたことを厳しく叱責されたことがあった（『マジンガーZ』第90話など）。まだ甘えたい盛りの年齢なので無理はないとはいえ、第49話で剣造との旅行がミケーネの襲撃により中断された時も、どちらが重要なことか頭では理解しつつも我がままを通そうとする姿勢を見せた。また、前作でも描かれたように母に対する思慕もかなりのもの（『マジンガーZ』第90話）で、本作でも第50話で自分の担任の森山先生に亡き母を重ねていた。
専用の挿入歌では「僕には日曜日がない」とも歌われており、同様のセリフを口にしたうえで、科学者の子供に生まれたことを嘆く場面もあったが（第43話）、孤児でも逞しく生きている鉄也の姿を見て次第に強い精神力を身に着けて行った。
兜剣造の息子にして兜甲児の弟ということで格好の標的として狙われることが多く、第1、3、13、23、37、42、43-44話で人質にされている。
兜 剣造（）
声 - 柴田秀勝
科学要塞研究所所長。兜甲児と兜シローの実の父親。
父である天才科学者・兜十蔵から、滅んだと思われていたミケーネ帝国の地上侵攻が近いことを聞き、来るべき日に備えてグレートマジンガーの設計を始める。が、実験中の事故により妻と共に死亡、十蔵の手によってサイボーグとなり復活する（第26話ほか）。その後、孤児であった鉄也とジュンを引き取り、戦士としての訓練を行いながらグレートマジンガーを製作・完成させた。
シローとの再会後しばらくは（「サイボーグとして蘇生した」という事実がショックを与えることを心配し）、自分が父親であることを隠していた。しかし第1話でシローを戦闘獣に人質に捕られた際、狼狽して冷静な指令が出せない状態に陥るなどしたため、そうした様子を見た鉄也には薄々シローとの関係を気付かれており、先に鉄也に自分が兜兄弟の父であることを打ち明けている（第25話）。
鉄也には厳しく接しつつも、父親としての愛情を与えたいと思っていたが、双方の思惑のすれ違いにより叶わず、その結果、彼を救うために犠牲になった後でようやくその思いが伝わることになってしまった。鉄也のことは終始「鉄也くん」と呼ぶ。
沈着冷静で優秀な指揮官であるが、息子・シローのことになると尋常ならざる弱さを見せる。加えて自身がサイボーグであることに引け目を感じており、研究所の所長としての役割を最優先と考えながらも、シローを溺愛していることによってしばしば使命との葛藤に苛まれる。第50話で「お父さんはサイボーグだから、そんな冷たいことが言えるんだ」とシローから言われた時は並々ならぬショックを受けていた。
最期は息子・甲児に看とられることになったが「彼（鉄也）は私の息子と同じ。誰にでも暖かい心を持て」と言い残し事切れた。この言葉の意味を理解した甲児は鉄也に対する遺恨を一切残さなかった。
なお、額の右側（向かって左）にある傷の縫い跡は、映画『マジンガーZ対暗黒大将軍』の剣造では左側（向かって右）となっている。
ボス
声 - 大竹宏
ボスボロットの主な操縦者。伊豆半島の科学要塞研究所近くのおんぼろ廃造船所（ドック）を新たな根城とし、Dr.ヘルに代わる敵であるミケーネ帝国との戦いに、深く関わって行くことになる。当初、鉄也との仲は険悪であったが次第に打ち解けた。第40話では磔になったグレートを救い出そうと奮闘するボスに対し、鉄也が心の中で深く感謝する描写もある。ミケーネ帝国との戦いにおいて重要な貢献を果たすこともしばしばで、最終決戦でもグレートマジンガーを助ける活躍を見せる。また、自身のコンプレックスに悩んだジュンを、居合わせた教会の牧師と共に懸命に説得し、ジュンに再起を促す（第19話）など、仲間思いは相変わらずである。幼少時はでかい図体に反して泣き虫であり、同じ保育園（「みなと保育園」）に通っていた子分のムチャとヌケによくいじめられ、泣かされていたことが第9話の回想にて明らかになっている。鉄也のことは基本的に「鉄也」と呼ぶが、稀に「剣」と呼んでおり、兜甲児に対しても前作では「兜」と呼んでいたが、今作では「甲児」と呼ぶことがほとんどであった。前作では弓さやかにベタ惚れだったが、第1話でジュンに会うや「さやかより美人、さやかよりボイン」とあっさり心変わりする。以後ことある毎に執拗なアプローチをかけたが、全く相手にされず報われることはなかった。口説く時には「ジュ〜ンちゃん」と軽薄な口調で呼んでいたが、真剣に呼びかけたり説得する際には「ジュン」と呼び捨てにしている。
ムチャ
声 - 緒方賢一 / 加藤治（スーパーロボット大戦シリーズ）
ボスボロットの乗り合わせ的な操縦者。割としっかりしており、ボスのドジぶりにも厳しく罵倒することも多い。第37話では単独でボロットを操縦した（厳密にはヌケも同乗しているが、ただ隣にいるだけで操縦桿は終始ムチャが握っていた）。
ヌケ
声 - 加藤修（現・加藤治） / 矢田耕司（第16、33、52話） / 緒方賢一（スーパーロボット大戦シリーズ）
同じくボスボロットの同じく乗り合わせ操縦者。ムチャ同様、ボスの御守り係。常に鼻水を垂らしている。
その他の情報は『マジンガーZ』の項を参照。
バカラス
声 - 矢田耕司
第4話から登場した喋るカラス。しかもオウム返しに真似するのではなく、人語を解し自在に操って人とコミュニケーションもとれる（第28話では紙とペンを羽に持ちメモを取る姿まで確認できる）。
そもそもはボスが（ジュンへの想いを伝言させるための）喋れるオウムを森で探していたところ、その様子を見て興味を抱いたのか、おんぼろドックへとやって来たのが始まり。以後ボスにつきまとってちょっかいや茶々を入れるようになる。常に縁の黄色い眼鏡をかけており、ボスから「眼鏡カラス」と呼ばれたこともある（第21話）。
口が悪く慇懃無礼。しかも伝言を意図的に曲解して伝えるなど、あからさまな悪意を持っており、ボスたちが失敗するのを見るたびに大声で嘲笑う。また第11話ではいじめっ子グループへの報復を誓ってすっかり暴力的になったシローから木の枝で叩かれ、その意趣返しに他の動物を従えて報復するなど、やられた恨みを根に持つ性質の悪さも持っている。
しかしボスも仲間としてそれなりに認めてはいるらしく、第51話では秘蔵のアルバムを見せて、兜甲児やマジンガーZとの思い出を熱く語り聞かせたりもしている。

### 光子力研究所
下記の3名以外の人物（みさとやせわし博士やのっそり博士など）は未登場。
兜 甲児（）
声 - 石丸博也
前作の主人公。マジンガーZの操縦者。
前作ラストでアメリカのワトソン研究所へ留学したため、本編開始後しばらくはポートレート写真や回想イメージのみの登場だった。第51話で初めて声付きの登場となったが、夢オチであった。第53話で弓教授の要請を受けてついに再登場を果たし、光子力研究所の上空で旅客機からいきなり落下傘降下する荒業を見せている。再びZに搭乗してミケーネとの最終決戦に臨み、勝利の一翼を担った。
ミケーネ帝国打倒後、円盤に関する研究論文提出のためアメリカ航空宇宙局(NASA)へ向けて旅立ったことが最終回（第56話）で語られており、これが『UFOロボ グレンダイザー』の物語につながっていく。また永井豪の漫画版では、戦闘獣ルビギラスに襲われた甲児が、アメリカで自作していたという円盤（次作『UFOロボ グレンダイザー』に登場する“TFO”）で逃げるシーンが描かれている。
剣鉄也のことは終始「鉄也くん」と呼んでおり（『グレンダイザー ゲッターロボG グレートマジンガー 決戦! 大海獣』を含む）、一部の作品（桜多吾作の漫画版やOVA『マジンカイザー』、ゲーム『スーパーロボット大戦シリーズ〈例外作あり〉』など）のように、「鉄也さん」と呼んだことは無い。
弓 さやか（）
声 - 江川菜子
前作のヒロイン。ダイアナンAの操縦者。甲児と共にアメリカに留学していた。
第48話で記憶喪失状態で再登場したかに見えたが、正体は変身したヤヌスだった。
第55話で本物の再登場となるが、続く最終話で剣造の死を切っ掛けに参戦を決意。ダイアナンAで最終決戦に挑む。
弓 弦之助（）
声 - 八奈見乗児
光子力研究所所長。第53話でデモニカの猛攻に曝される科学要塞研究所のピンチに際し直接ヘリで乗り込み、剣造を補佐・激励するだけでなく甲児に救援を要請した。
兜兄弟にとっては父親同然であるがそれにとどまらず、剣造に対して「あなたが甲児君と同じように鉄也君やジュン君を想う気持ちはよく分かります。私だって鉄也君やジュン君の父親と同じなんですよ。」と語るなど、懐の深さを見せた（第55話）。
最終回では剣造亡き後、指揮を執り戦いを勝利に導いた。

### ミケーネ帝国
約3,000年前にギリシア一帯を支配していた古代ミケーネの巨大機械化人帝国。地震によって滅んだと思われていたが、地下深くに潜伏し自らの体を機械化して生き延びていた。地上世界の奪還を目指し、その障害となる科学要塞研究所と激しい戦いを繰り広げる。
闇の帝王とゴーゴン大公以外の幹部クラスは、グレートと同程度の身長の戦闘獣であり、見かけ上の頭部とは別の場所などに、生体頭脳を持った本来のミケーネ人の顔が付いている一種のサイボーグである。そのため機械獣とは異なり、幹部に限らずすべての戦闘獣は一体一体にミケーネ人としての意思を持っている。帝国の所在地とその地下世界への地上側の出入り口がどこにあるかはまったく不明。ミケーネの地下世界の天空には人工太陽が輝き、地上への出入り口が放射渦巻き状の紋様を描いている。
闇の帝王
声 - 柴田秀勝
ミケーネ帝国の支配者。巨大な火炎の身体に、人の顔を思わせる紋様が浮かんでいる（この姿を現すのは第21話以降で、それまでは声のみ）。身長150m、体重12,000t。
その存在について初めて言及されたのは前作「マジンガーZ」の68話におけるDr.ヘルの発言である。
3,000年前、機械獣をはじめとする超科学兵器を用い、アレス王国そしてミケーネ王国（第16話）を征服。一大ミケーネ帝国を築き上げた。
巨大な火の玉が大爆発するとともに虚空に忽然と現れる。主に地底の本拠地で指令を下していたが、第35話でのみミケロスのモニター越しにアルゴスへ命令する場面が見られた。威容と重みのある言葉（テレパシー）で側近たちを威圧し、懲罰するときには雷撃を用いる。その威力は凄まじく、サンダーブレークの直撃にも耐える暗黒大将軍が気絶してしまうほど（第21話）。一方で、手柄を立てた者には惜しみない賞賛を送る面も持つ（第5、22話など）。
出自・正体については、「ミケーネ王国からの追放者」や「異星人」といった諸説が各媒体・関連作で存在するが、アニメ本編では最後まで明かされることは無かった。彼の正体と末路は、漫画版『UFOロボ グレンダイザー』（著 - 桜多吾作）や、小説作品『スーパーロボット大戦』（著 - 団龍彦）で描かれているが、あくまで各々の作者による独自解釈である。なお、続編として準備されていた『ゴッド・マジンガー（ゴッドマジンガー）』の企画書には、闇の帝王の正体は「遥か昔にやってきた宇宙人の子孫である科学者の集団」であり、失われたアトランティス文明やムー文明も彼らが築いていた、という記述がある。
暗黒大将軍（）
声 - 緒方賢一
身長35m、体重480t（体重450t）。
ミケーネ帝国の総司令官で七大将軍の纏め役。ミケーネ本土に居城を構えている。その姿は甲冑姿の武人を模しており、胸部から腹部にかけて改造前の顔が残っている。
武器は腰に差した長さ20mの大剣で、ひと振りで風速120mの強風を起こす（第31話ではつむじ風を巻き起こしてブレストバーンを相殺した）。また、両目からは5万度の高熱線（破壊光線）を放ち（第31話）、口からは5万度の炎を吐く。マントは鋼鉄製で50t（10t）もあり、敵に被せて身動きをとれなくすることもできる。
元々は闇の帝王に敗れたアレス王国の鬼将軍だったが、その武勇を惜しんだ闇の帝王によって戦闘獣として蘇り、以後は忠誠を誓うようになる。第16話のケルビニウスの回想により古代ミケーネ王国を侵略した時点で既に戦闘獣となっていることが分かる。ただしこのときの暗黒大将軍はミケーネ人と同じ体の大きさで描かれており、当時は人間大だったという解釈がある。
正攻法を好むことから、情報戦略を重んじるアルゴス長官以下諜報軍とは折り合いが悪い。しかし、その有用性は認めているため、窮地の際には協力を要請することもある。地獄の責め苦に落とされたユリシーザーとアンゴラスの赦免を闇の帝王に願い出る（第24話）など、温情采配も随所で見せる。
本作中盤となる第30話・第31話で将軍たちの度重なる失態に業を煮やし、自ら作戦指揮に乗り出した。その心意気に打たれたヤヌス侯爵の援護の下、グレートマジンガーを一騎打ちで後一歩のところまで追い詰める。しかし、とどめを刺そうとしたわずかな隙を突かれ、弱点である本体の顔をマジンガーブレードで貫かれて戦死を遂げる。その壮絶な最期には闇の帝王や七大将軍はもとより、対立関係にあったアルゴス長官やヤヌス侯爵、敵である剣鉄也までもが畏敬の念を抱き、死を悼んだ。
地獄大元帥（）
声 - 神弘無 / 富田耕生（スーパーロボット大戦シリーズ）
身長25m、体重320t（身長27m、体重350t）
暗黒大将軍の死後、第36話からその後任に就いた新幹部。その正体は、ミケーネ帝国の科学力で戦闘獣として蘇ったDr.ヘル。上半身のみとなり、左目にアイパッチを着けたDr.ヘルが頭部に埋め込まれており、地獄大元帥の体から分離することはできない。死の淵から蘇らせてもらったことに恩義を感じ、闇の帝王に忠誠を誓う（第36話）。
第38話で科学要塞研究所の面々とモニター越しに初対面した際、Dr.ヘルのバストアップの姿で現れて会話したにもかかわらず、なぜか兜所長らは「お前が新しい司令官か」と述べるにとどまり、Dr.ヘルが蘇ってミケーネの手先になっていることに対する驚きや指摘をする者が誰もいなかった（その後もいつそのことに気づいたかの具体的な描写は無い）。
前作の（生前のDr.ヘルの）ような人間味のある描写はほとんどなく、冷酷非道な作戦を躊躇わずに実行する。武闘派の暗黒大将軍と異なり、科学者としての頭脳を駆使して強力な戦闘獣を開発し鉄也を追い詰めていった。就任当初は「ミスを犯した者は直ちに処刑」と七大将軍を大いに恫喝したが、意外に鷹揚でもあり誰も処刑されてはいない。性格は攻撃的で、剣になる右手の「地獄サーベル」、全身から発する4万度の白熱光線である「白熱ビーム」、頭の角で400万ボルトの雷の球を造って放つ「球電ショット」、右手から発射して超合金ニューZをも粉々にする光線「超破壊音波砲」という4つの超能力を持っているとされるが、劇中では戦闘の機会が無かったためいずれも使用されたことは無い。
第40話で十字架に磔にしたグレートを鞭で滅多打ちにする夢を見たり、第54話で兜甲児への憎しみのあまりマジンガーZの人形をズタズタに切り裂いたりしたが、最後までマジンガーZやグレートマジンガーとは直接対決をしなかった。そのため実力は未知数のままに終わったが、後年の続編『劇場版 マジンガーZ ／ INFINITY』にてその姿を模した戦闘機械獣として登場した折には、多彩な武器や技を用いてマジンガーZを一方的に痛めつけ、満身創痍の敗北寸前にまで追い詰めている。
最終決戦では集中攻撃を受ける要塞デモニカ内に籠ったまま、デモニカの大爆発に巻き込まれ爆死した。
永井豪の漫画版では最終決戦でマジンガーZ、グレート・マジンガーと戦っている。バリヤーマントによってミサイル攻撃を封じ、超合金ニューZさえ溶かすヘル=ファイアー（地獄ファイアー）という全身から発する炎を浴びせるなど優勢だったが、最後はグレート・マジンガーのサンダー=ブレードを顔面にくらって戦死した。

#### 七大将軍
超人将軍ユリシーザー
声 - 村越伊知郎（第2話 - 第16話） / 水鳥鉄夫（第21話 - 第53話） / 永井一郎（第33話） / 緒方賢一（第43話） / 西村知道（スーパーロボット大戦シリーズ）
身長22m、体重350t。
人間型（超人型）戦闘獣を率いる。誇り高き戦士で真っ向からの勝負を好む。七大将軍の中では最も出番が多く、暗黒大将軍や地獄大元帥とともに行動することも多かったが、これをもって上からの信任が厚かったとする資料がある。その一方、激しく叱責されることもあり必ずしもそうではないらしいとする資料もあ自分の頭部を投げる荒技で攻るなど、評価は割れている。改造前のミケーネ人の顔（頭脳）は胸部にある。
ゴーゴン大公戦死の際には、アンゴラスとともに背信行為を闇の帝王に見破られて怒りを買い、第23話で地獄の責め苦に落とされたが、第24話で暗黒大将軍の執り成しによって恩赦が下り復帰している。
第51話では地底戦車モグラドンに自ら乗り込み、地中からの科学要塞研究所攻略の陣頭指揮を執ったもののあえなく失敗。第53話では戦線復帰したマジンガーZと対決し、自分の頭部を投げる荒技で攻撃したが、ルストハリケーンで撥ね返されて全く通用しなかった。腰の左右に装備したロケットを噴射して空を飛ぶことができる（第53話）。このロケットの筒を鞘として短剣が仕込まれている（第2話）。
最終決戦において、出陣の際には顔をそろえているので参戦しているはずではあるものの出番がなく、その最期は描かれていない。デモニカとともに爆発四散したものと思われる。永井豪の漫画版における最終決戦では、光子力研究所攻撃指揮官としてグレート=マンモスに跨り、槍をもって出撃するもサンダーブレークを食らい爆死している。
猛獣将軍ライガーン
声 - 峰恵研 / 矢田耕司（第1、21話） / 増岡弘（第39話）
身長20m、体重350t。
猛獣型戦闘獣を率いる。胸部に改造前のミケーネ人の顔と頭脳が残っている。ライオンをベースとした姿に違わぬ獰猛な性格で、力押しの作戦では地獄大元帥自らライガーンを指名する（第39話）など、その腕を認められている。超合金ニューZすら噛み砕く電磁牙を武器に持っており、アニメ本編でこそ使用されなかったが、永井豪による漫画版では（『テレビマガジン』誌の記事における説明とイラストになぞらえるように）グレートの右腕を噛み砕くシーンが描かれた。
ミケロス最後の出撃となる第39話でも指揮を任されたが、ミケロスを喪失してしまい泳いで逃げ帰っている。
最終決戦ではアンゴラス戦死後、形勢不利と見て逃走するが、マジンガーZの光子力ビームを背後から受け爆死する。
怪鳥将軍バーダラー
声 - 山田俊司 / 緒方賢一（第33、36、47話）
身長23m、体重280t（全長28m、体重230t）。
鳥類型戦闘獣を率いる。胸部にあるミケーネ人本体の顔は、他の将軍と違い人間というより中南米かアフリカの仮面を思わせるデザインとなっている。
猛禽類のような猛々しい性格で、自身の手柄のためには平気で抜け駆けをし（第32話など）、勝手に出撃するなどスタンドプレーが目立つ。スピーディーな攻撃で相手を惑わし、口からは超音波、翼からは衝撃波を同時に発して強力な竜巻を起こす。
配下の鳥類型戦闘獣は序盤から何度か出撃していたものの、自身が初めて陣頭指揮を執ったのは第32話と七大将軍の中でもダントツで遅かった。
第47話で科学要塞研究所に攻め込み半壊まで追い込んだが、勝利を確信してデモニカの司令塔へ上がってきたところに新兵器グレートブースターの直撃を受けてしまう。ゴーゴンや暗黒大将軍のような絶命シーンこそ無かったものの、以後登場しておらず、撤退後に死亡したものと思われる（なお、『魔神全書 MAZINGER BIBLE』では生死の明言を避けている）。
妖爬虫将軍ドレイドウ
声 - 肝付兼太、立壁和也（第19話）
身長23m、体重300t（重量330t）。
爬虫類型戦闘獣を率いる。巨大な龍のような頭部を持ち、ミケーネ人本来の顔と頭脳は腹部にある。陰湿でずる賢い作戦を得意とする策士であり、実際に発案する作戦も大胆で狡猾なものであった（第15話）。TV本編で戦闘に参加することがなかったため披露されなかったが、口から放射能を含んだ火炎を吐くという設定がある（永井豪の漫画版では、結果的にハーディアスが見せた幻覚ではあったが、口から吐いた炎でグレートマジンガーの全身をドロドロに溶かしている）。
出撃して陣頭指揮を執った回数は5回と、他の将軍とさほど変わらないが、共同作戦であることが多かった（第5、8、19話）。第19話を最後に爬虫類型戦闘獣が登場しなくなったため、以降は七大将軍モブシーンの登場のみとなる。
最終決戦ではデモニカ内部にいたところを突入してきたZのジェットスクランダーで背後から胴体を切断され死亡する。
魔魚将軍アンゴラス
声 - 矢田耕司（ナレーションも兼任）
身長23m、体重330t。
魚類型戦闘獣を率いる。チョウチンアンコウのような頭部を持ち、そのチョウチン部分に本体の顔が付いている。
残忍な性格をしており、顔の側面についた鰭を大きくして海水を巻き上げ、津波を起こすことができるという設定がある。
第11話では自ら勇んで出陣を申し出たものの、暗黒大将軍から助言を受けると「現場まで口を出されては、かなわんわい」と裏で悪態をついたり、作戦が失敗した際には部下を悪しざまに罵るなど将軍らしからぬ器の小ささを見せた。ゴーゴン大公戦死（第22話）の際には、ユリシーザーとともに背信行為を闇の帝王に見破られて怒りを買い、第23話で地獄の責め苦に落とされた。ユリシーザーは第24話ですぐに復帰したが、彼は第29話まで復帰できなかった。
最終決戦では、マジンガーZの足にしがみついているところへビューナスAの光子力ビームの直撃を受け、あっけない最期を遂げる。
悪霊将軍ハーディアス
声 - 永井一郎
身長22m(全高23m、全長25m）、体重250t。
悪霊型戦闘獣を率いる。上下逆さまのしゃれこうべの頭部と、ほぼ常に上に掲げている左腕の先に顔を持つが、本来のミケーネ人の顔は胸にある。魔術や妖術のようなぶきみな超能力を持つことから、他の将軍からも恐れられており、右手の鎌を武器とし、左手の顔からは5万度の炎を吐く。陣頭指揮を執ったのは第3話・第6話の僅か2回と、最も出番が少なかった。あまりに希少な技を使うらしく、軍団の構成員も他の軍団に比べ少ない。
最終決戦では、地獄大元帥に命じられマジンガーZの進攻を防ぐため出撃。自らの足、頭部を飛ばし、鎌を使って防戦するものの、ルストハリケーンで吹き飛ばされ、奪われた鎌を左手の顔に付きたてられた挙句、デモニカに激突して爆死する。
永井豪の漫画版ではグレートマジンガーと戦っている。七大将軍が一斉に襲い掛かる幻術を見せグレートを苦しめるが、幻と気づいた鉄也からネーブルミサイルによる反撃をくらって爆死した。
大昆虫将軍スカラベス
声 - 八奈見乗児 / 山田俊司（第45話）
身長23m、体重330t。
昆虫型戦闘獣を率いる。カブトムシのような頭部を持つが、本体にあたる顔と頭脳は胸部にある。
武器は頭部の口から吐いて相手をがんじがらめにする蜘蛛糸状の鋼鉄製の糸（鉄線）と、腰に装備した剣だが、劇中で使用したのは後者のみ。それも第10話で寝ている戦闘獣ブルートンに無理やり出撃するよう剣を突きつけて脅すシーンにとどまった（永井豪の漫画版では、結果的にハーディアスが見せた幻覚ではあったものの、この剣でグレートマジンガーを背後から串刺しにしている）。
諍いや抜け駆けも多い七大将軍の中で珍しく協調性が高く、しばしば他の将軍と共同作戦を行う。冷静な指揮官であり、とっさの出来事の判断も早い。またアンゴラスとは違い、暗黒大将軍のミスを擦り付けられた時も、黙って受け入れるなど（第10話）忍耐強く実直な一面も持つ。
第26話でミケロスに突入してきたグレートの体当たりを食らい吹っ飛ばされており、この時点では（第47話のバーダラーまでは）グレートと直接戦闘した経験のある将軍は彼のみだった。その第26話を最後に昆虫型戦闘獣が登場しなくなったことで出番は激減したが、第45話では地獄大元帥にそれまでの実績を高く評価され、昆虫型ではない戦闘獣バトラーズの指揮を任されている。
最終決戦では移動不能に陥ってしまったデモニカ内部で死ぬまで地獄大元帥の側に控えていた。

#### 諜報軍
諜報長官アルゴス（アルゴス長官）
声 - 大竹宏
身長25m、体重310t（体長23m、体重300t）。
ミケーネ帝国の諜報軍長官。鳴門海峡の海底に専用の城（アルゴス城）を構えている。第2話のみゴーゴンと同じ等身大サイズに描かれた。
山羊頭人身の姿で、左腕に杖と一体化した本当の顔と頭脳がある。世界征服のための全情報が胸のコンピューターに入っており、そのコンピューターで敵の動きを計算して攻撃を躱してしまう。戦闘獣としての頭部の両目には映写機能がある（第44話）。
武闘派で力押しの暗黒大将軍とは反りが合わず対立関係にあり、斬り合いをしたことがあるほど（第17話）だが、時に協力して共同作戦を実行することもある（第24、26話ほか）。暗黒大将軍の戦死後は、主導権を握ろうと七大将軍を前にリーダー風を吹かせたこともあったが、結果を出せぬ内に地獄大元帥が登場して目論見は御破算となった。その地獄大元帥とも、知略や策謀をめぐらすといった戦法の好みこそ重なるものの仲が悪かった。
最終決戦目前の第54話でドリルプレッシャーパンチにより身体を破壊されてしまい、杖の付いた顔こそ回収されたものの二度と口を開くことは無かったため、そのまま戦死したとされる。最終回ではその杖の顔をヤヌス侯爵が常に大事に抱えていた。
永井豪の漫画版においては初登場以降に出番はなく、その最期も描かれていない。
ゴーゴン大公
声 - 加藤修
諜報軍所属のスパイ長。『マジンガーZ』より引き続き登場。前作では地下帝国のトップであるDr.ヘルとも対等な立場だったが、本作では七大将軍より格下の中堅幹部扱い。幹部クラスでは唯一の等身大（身長2.2m、体重480kg）である。横から差し出口をして将軍から叱責されることも多い（第4話など）。
空中を滑るように移動し（第1、4、21話ほか）、サイボーグである下半身の虎の目からは、記録した映像を映写することも可能（第4話）。手にした電磁鞭は強力で、怪光線を発射できるうえに、グレートブーメランをはじき返してもみせた（第22話）。
前線基地・火山島の建設を命じられ奮起するが、臨時に配下とされたユリシーザー、アンゴラス両将軍に横柄に接したため反感を買い、彼らの独断専行に巻き込まれる形になった。第22話で戦闘獣ダンダロスをかばってサンダーブレークを受け、虎の胴体部分が吹っ飛ぶ瀕死の重傷を負う。ちぎれた虎の首を抱えて完成したばかりの火山島基地になんとか辿り着くと、闇の帝王から「貴様は我が戦闘軍団の鑑だ」と称賛され、念願の火山島司令官に任じられる。その言葉を聞き、最後の力を振り絞って歓喜の雄叫びを上げた途端、吐血して司令官席から転げ落ち絶命した。
ヤヌス侯爵
声 - 北浜晴子
身長23m、体重270t。
諜報軍所属。ゴーゴン大公の後任として第23話から登場し、火山島前線基地司令官の任に就く。人間体と戦闘獣の二つの姿を持ち、特殊部隊・キャットルー軍団を率いて暗躍する。
巨体の戦闘獣形態では左胸にある透明スクリーンに人間体の顔もしくは上半身を映しているが、必要に応じてそこから抜け出して実体化し、人間サイズの妙齢の美女の姿で活動、破壊光線（第37話など）や催眠光線（第33話など）を出す杖を振るう（この杖の先端は通信モニターにもなることが第48話で確認できる）。人間体の左肩に乗せている黒猫が鳴いて首が180度回転すると、恐ろしい老婆（魔女）の顔になる。変身能力を持ち（第24、34、54話など）、人間体に限らず戦闘獣形態のまま人間サイズとなって化けることもできる（第48話）。戦闘獣形態では右胸にミサイルを備え、電磁爪を持つが、一度もグレートやビューナスと戦闘することがなかったため劇中での使用例はない。ほかに両目からは催眠光線を放つことも可能（第48話）。
グレートや研究所の弱点を探り、そこを攻めることに長けており、ヤヌス侯爵の登場後、グレートが苦戦する話も増える。
嫌っていた暗黒大将軍の心意気に感じ入り、全力を挙げて援護するなど、武人気質も持ち合わせている（第31話）。
最終決戦ではアルゴス長官の本体の首を抱え、指揮を執る地獄大元帥の傍らに付き従っていたが、マジンガーたちの総攻撃を受けた要塞デモニカと共に爆死した。永井豪の漫画版においては初登場以降は一度登場したのみで、最終決戦には姿を見せておらず、その最期は描かれていない。

#### 戦闘員など
ミケーネス
声 - 山田俊司 他
ミケーネ帝国の最下級に位置する人間サイズの兵士。要塞ミケロスやデモニカの操縦や戦闘獣の製造・整備、破壊工作や変装をしての潜入工作、火山島基地建設にも活躍するなど、あらゆる任務をこなし、兵士という役割にとどまらず技術者・作業員のような存在でもある。もとは闇の帝王に滅ぼされたミケーネ王国の民を改造したものであり、そのためかつて仕えていた王子ケルビニウスを自らの手で自爆させるよう指令されたときには、動揺する様子を見せたりもした（第16話）。
ビューナスやボロットに一蹴されるくらい弱いが、第20話では人海戦術で科学要塞研究所を一時的に占拠する活躍を見せたこともある。もっともこの時はジェットパックを背負っただけの丸腰で研究所に降下させられており、かなり無茶なミッションではあった。
第41話でグレートの特攻を食らって負傷した地獄大元帥の身を案じ、戦闘続行の命令に逆らってデモニカを撤退させるなど、単なる下っ端とは言いきれない独自の判断を見せたりもした。第51話では作戦会議にも出席し、ヤヌスやユリシーザーへ意見を述べている。
キャットルー
声 - 山田俊司、加藤修、緒方賢一
第35話から登場。ヤヌス侯爵配下の、猫面を着けた忍者のようなスパイ専門の小型戦闘獣（第35話）で身が軽く、スパイ活動や破壊工作などのほか、ボスボロットを乗っ取ったり（第35話）などもした。デモニカの操縦役を務めることもあり（第52話ほか）、活動は多岐にわたる。武装は尻尾の先から出す破壊光線（第49話）や両腕に二基ずつ装着した小型ミサイル、尻尾の電磁鞭など。腕のミサイル装備は水中銃（第48話）に換装することもある。手首付近から機銃を撃ちまくるシーンもあり、ミサイルの発射器から発射しているようにも見えるが映像からは判断できない（第37話）。
戦闘兵士 / 戦闘員
ミケーネ帝国の下級兵士。かつて闇の帝王がミケーネ王国を征服する際にも従えていた甲冑姿の兵士たちだが、ケルビニウスいわく、もとはミケーネ王国の家臣だったという（第16話）。
戦闘獣サイズと思われる（第2、22話など）が、第16話では暗黒大将軍ともども、かつては人間大であったかのようにも描かれている。武装は手に持った三叉槍や槍斧であるが、火山島基地の建設にこそ従事したものの（第22話）、一度も科学要塞研究所との戦闘に参加することはなかった。

#### 声を持つ敵ゲストキャラクター
スパイX
声 - 北浜晴子（第3話）
ゴーゴンが派遣した諜報軍所属のサイボーグで、妙齢の美女の姿をしている。
下校するシローを科学要塞研究所の迎えの者と偽って車に乗せ、睡眠ガスで眠らせてベルトに発信機を取り付けた。シローを誘拐したと剣造へ連絡したうえであえて車内に放置、ジェットバイで駆けつけた鉄也によって連れ戻されるのを逆探知して、科学要塞研究所の位置を割り出そうとした。しかし発信地点へ車で急行するところをこれに気づいて出撃した鉄也のブレーンコンドルに見つかり、コンドルミサイルを食らって車は爆発炎上。ゴーゴンが燃えさかる炎から抱き上げて何とか正確な情報を聞き出そうとするも既に遅く、そのまま腕の中で爆死した。

戦闘獣クレオ
声 - 増山江威子（第9話）
身長22m、体重280t
諜報軍所属の女性型戦闘獣だが、劇中のクレジットは「クレオ」のみで全56話中で唯一「戦闘獣」の文言が付いていない。
武器は両目から発射する光線、指先から出す粘着液、胸から発射するミサイルなど。
美少女の姿でオカリナを吹きながらオープンカーで全国を気ままに旅しており、或る日ダンプに轢かれそうになったシローを救ったことでシローやボス、ジュンらと仲良くなる。人間社会に潜伏していた期間が長くなってすっかり戦闘獣としての心を忘れてしまい、その所在も不明となっていたが、ゴーゴン大公に見つけ出され科学要塞研究所の攻撃を命じられる。無理やり戦闘獣へと変身させられてのグレートとの戦闘中、その正体に気づいたビューナスやボロットが戦いを制止しようとするが、ゴーゴンから「グレートを道連れにしろ」と無情にも腹部にセットされた自爆装置を作動させられ爆死。亡骸はグレートによって厳かに海中へと沈められた。
原案ラフや設定画には「アフロダイを攻撃する」などの文言があるほか、設定画には「クレオN3」との名称が書きこまれていることから、もともとは『マジンガーZ』の機械獣として用意され未登場に終わったものの流用と思われる。

戦闘獣ケルビニウス
声 - 井上真樹夫（第16話）（※未クレジット）
身長25m、体重330t
かつては平和なミケーネ王国のプリンスだったが、闇の帝王と暗黒大将軍の侵略により王国は征服され、自身も戦闘獣に改造されてしまう。それでも王子としてのプライドから反抗的な態度を崩さず出撃命令にも従おうとしなかったが、ユリシーザーから「グレートマジンガーを倒せば平和なミケーネをお前に返すと闇の帝王は仰っている」と言われ疑いも持たず張り切って出撃する。ビューナスやボロットと戦ってこれを圧倒し、後から駆けつけたグレートとも互角の勝負を演じたが、頼みの武器である槍と盾をブレストバーンで溶かされ戦意を喪失、ミケーネ王国の再興が叶わなくなったことを嘆く。しかし「戦う相手を間違えたな。ミケーネを再興したいなら何で暗黒大将軍と戦わねえんだ!」と鉄也に詰られ、己を恥じてミケロスへ自爆特攻し果てる（実は体内に自爆装置を仕掛けられていたが、ユリシーザーは使う機会を逸している）。その壮絶な最期にジュンは涙し、鉄也は「惜しい奴だった…」と嘆いた。
生身の頃の回想シーンでは、暗黒大将軍と同じサイズのミケーネ戦闘兵士と同じ身長で描かれており、当時の暗黒大将軍が人間サイズだったのか、あるいはミケーネ人（や乗っていた馬）が巨大な種族だったのか、その真相は不明。そのためか否か、顔を二つ持つ（見かけ上の頭部とは別の箇所にもうひとつの生体頭脳を持つ）という戦闘獣の特徴に当てはまらない、数少ないタイプの一体となっている。
名前の由来はケルビムとされている。

戦闘獣ヘレナ
声 - 吉田理保子（第37話）
身長22m、体重250t（巨大化時）
諜報軍所属の女性型戦闘獣。等身大でも活動可能。武器は両目から発射する光線、腰のバックルから発するハート型のビームなど。
地獄大元帥の登場に焦るアルゴス長官のためにヤヌスが立案した、兜剣造の暗殺計画を任される。ヤヌスを凌ぐ優れた変身能力を備え、炎ジュンのバストアップ写真を見ただけで下半身のミニスカートやロングブーツまでも完璧にコピー。来日したカレンをジュンに成りすまして出迎え、道中でカレンを崖から転落させて今度はカレンに変身。科学要塞研究所へ赴き剣造や鉄也を欺いた。ところが歓迎の晩餐会でナイフとフォークが合わさる際に内部メカに反応したのかスパークしてしまい、これを見逃さなかった鉄也に怪しまれる。更に本物のカレンを発見・保護したボスからの通報や、ジュンの応戦もあって兜剣造暗殺に失敗。なおも逃げ遅れたシローを人質にして巨大化しグレートを一方的に痛めつけるが、クインスターとグレートの連携でシローを奪回されるや形勢が逆転、ニーインパルスキックとバックスピンキックを連続で叩き込まれて爆死した。

### セミレギュラー
飛田（）博士
声 - 山田俊司 （第8話 - 第13話）
グレートマジンガーのパワーアップ計画のために、アメリカから科学要塞研究所へとやって来たロボット工学者。新兵器ドリルプレッシャーパンチの設計者として第8話より登場。口調は怪しげな関西弁。第13話で科学要塞研究所が暗黒大将軍自ら指揮を執るミケロスの猛攻を受けた際に、モーターボートで脱出するところを執拗に追われ、敵の放ったビームからシローを庇って黒焦げになり死亡した。第14話にも遺影と回想シーンで登場している。
白鳥 ハルナ（）
声 - 千々松幸子
第11話から登場したシローのクラスメートの女の子。後にガールフレンドになる。非常に性格が良く優しい子で、シローと仲良くなったことで科学要塞研究所へも出入り自由となる（第14話）。第17話や第23話ではミケーネに狙われ人質にされたりした。第33話ではシローにカナリアを贈っている。
石原牧師
声 - 加藤修
ハルナの知人の牧師で、白髪と髭のナイスミドル。名字はシナリオより
第11話で初登場。やみくもに強さのみを追い求め暴力へ傾倒するシローを危惧して、鉄也のような優しさを併せ持つように説いた。第19話にも登場し、肌の色に思い悩み戦闘放棄したジュンへ「自分だけ救われればそれでいいのか」「あなたと同じ境遇の子をこれ以上増やしてはならない」と熱心に諭し、彼女が立ち直るきっかけを作った。。

### ゲストキャラクター
シンイチ
声 - つかせのりこ（第7話）
シローの同級生。校外写生の授業でロボットの絵を描き、自分はこのロボットを持っているという大法螺を吹く。その絵が偶然にも戦闘獣グレシオスに酷似していることをミケーネに利用されて、グレシオス内部へ人質に取られてしまう。迂闊に攻撃できなくなった科学要塞研究所は窮地に陥ることになるが、グレートやビューナス・ボロットの連携で無事に救出され、「法螺吹き」を深く反省する。
ハルナの母
声 - 川島千代子（第17話）
名は不明。眼鏡をかけたキツイ顔つきの痩せた中年女性で、ハルナとは全く似ていない。「ざます」言葉を使う。
シローに会うと言って出かけたまま帰らない娘ハルナの身を案じて科学要塞研究所へ怒鳴り込んできた。感極まると卒倒する癖がある。
登山者
声 - 戸谷公次、矢田耕司、他（第18話）
大地震のあった翌日に登山する命知らずな山男。
地震後の崩落から恐竜の死骸（に偽装した戦闘獣イグアナス）を発見する。
美容師
声 - 坪井章子（第19話）
髪をカットしているジュンへ聞こえよがしの大声で「色白に生まれたかったわ」とぼやく二人の女性客に対し、「今じゃ若い子の間ではグアム焼けとかハワイ焼けが流行しているらしい」と言って慰めた。しかし続く「日焼けしたのと元々色が黒いのは違う」という女性客の返答がジュンのコンプレックスを激しく刺激し、深い苦悩へと追い込むことになる。
カオリ
声 - 吉田理保子（第36話）
シローよりも更に低学年の小学生と思しき少女。姓は不明。ショートヘアで赤いワンピースを着用している。
愛犬のジョンと浜辺を散歩しているところをグレートと戦闘獣グレーニアスの戦いに巻き込まれ、グレーニアスの放った流れ弾から彼女を庇ってジョンが死亡したことで、「グレートマジンガーがジョンを殺した」と凄まじい憎悪を鉄也にぶつけるようになる。激しい悲しみと憎しみのあまり、一時的に失語症（劇中では「無言症」）となるほど幼い少女を豹変させてしまったうえに、やっと口を開いた彼女から「あんたなんかジョンの百倍も千倍も苦しめばいいのよ!」と言われた鉄也は、その呵責から出撃拒否するまでに思い悩むこととなる。その後の戦いで、償いのために無抵抗で戦闘獣の攻撃を受け続けるグレートの姿を目の当たりにし、「彼なりの不器用過ぎる謝罪なのだ」と剣造から教えられたことによって、ようやく本来の優しさを取り戻して涙ながらに鉄也を応援し、グレートを逆転勝利に導いた。一件落着後はすっかり鉄也と打ち解けて、ジェットバイに二人乗りをして笑顔を交わす姿を見せている。
カオリの母
声 - 山口奈々（第36話）
夫を亡くし女手一つで娘カオリを育てるシングルマザー。団地住まいで大型犬のジョンをどうやって飼っていたのかは不明。
鉄也を異様なまでに憎悪する娘と違い、見舞いに訪れた鉄也に対しても「あなたのせいではない」とごく常識的な対応を見せた。
カレン
声 - 杉山佳寿子（第37話）
兜甲児の留学先であるアメリカのワトソン研究所から来日した女性研究員。ブロンドの美女で外人訛りの日本語を話す。
空港で炎ジュンに成りすました戦闘獣ヘレナに出迎えられ車に乗せられるが、道中で正体を現したヘレナに襲われ崖下へ転落してしまう。そのまま転落死したものと思い込んだヘレナは、カレンに成りすまして科学要塞研究所に潜入しようと立ち去るが、実は重傷を負ったもののカレンは奇跡的に助かっており、偶然バイクで通りかかったボスたちに発見・保護され治療を受ける。そのことに気が付いたヤヌスとキャットルー軍団に再び襲われるが、ボスたちの奮闘や駆け付けたブレーンコンドルによって命を救われた。一件落着後にはボロットによって無事に科学要塞研究所へ送り届けられ、剣造らと対面を果たしている。
浜川 陽一
声 - 白川澄子（第46話）
浜川博士の一人息子で、強いもの（引いてはグレートに）強く憧れている。
剣造の遣いで父を訪ねてきた鉄也と知り合い、兄のように慕うようになる。シローが思わず嫉妬してしまうほど急速に親交を深める二人であったが、ある日のボクシングの試合で手加減をする鉄也に「本気を出せ」と迫り、叩きのめされても必死に立ち向かってくる気迫を見せて鉄也を驚かせる。その後、戦闘獣ソルゴスに惨敗を喫し、すっかり死の恐怖に取り憑かれてしまった鉄也の元に訪ねてきて「一年前に父の研究所での不慮の事故で放射能を浴びたことにより、不治の病を患っておりもうすぐ死ぬ」と衝撃的な事実を告白する。そしてソルゴスの再襲来の折に、容体が悪化して倒れながらも「勝って帰ってくるまで僕も頑張る」と告げて鉄也を送り出すが、この言葉によって死の恐怖を払拭し辛勝した彼が研究所に戻った時には、力尽きて既に息を引き取っていた。病や境遇に負けることなく力強く生きる陽一の姿とその死は、鉄也の心に深い悲しみとともに、生きることや戦うことへの姿勢に大きな問いかけを与える。
浜川 博士
声 - 加藤修（第46話）
陽一の父親。
科学者だが劇中では終始（紹介された科学雑誌の掲載写真でさえも）和服姿。
剣造曰くかなり厳しい人柄らしいのだが、息子のことになると途端に甘くなる。しかし単なる親バカではなく、それには息子・陽一に関する悲しい理由が隠されていた。
森山 優子
声 - 吉田理保子（第50話）
シローの通う小学校「城南学園」の女教師で、シローのクラス担任。
美人で優しく料理も得意と、正に非の打ち所がない女性であり、母性に飢えるシローが度々アパート（住居）を訪れ夕食をご馳走になるほど慕うようになる。グレートやビューナスの強化に忙しい剣造にかまってもらえない寂しさもあって、彼女が母親ならと夢想するシローの様子に目を付けたヤヌスによって戦闘獣マリゲラへと改造されてしまい、攻撃できないグレートを窮地に陥れることになる。しかし、この回でビューナスへ装備されたX線レーザーでマリゲラ内部を透視した結果、優子が閉じ込められた部分が特定され、グレートブースターによりマリゲラの胴体が切断されて無事救出される。幸い優子も軽傷で済み、シローを安堵させる。
生田 信一郎（戦闘獣ゲルニカス）
声 - 井上真樹夫（第52話）
幼い頃、炎ジュンと同じ施設で育ったが、孤児だったことで世間から冷たい目で見られ、やさぐれて暴走族になり、若さを浪費する日々を送っていた青年。暴走族だが、当時は義務付けられていなかったにも拘わらず、意外にもキチンとヘルメットを着用している。
ジュンに絡んできた暴走族の一人として偶然再会し、その変わり果てた姿を痛烈に非難される。これをきっかけに、平和を願いつつも戦いに明け暮れる剣鉄也とジュンに対抗心を燃やし、「自分は別のやり方で平和を実現させる」と意気込む。その様子を見て接近してきたヤヌスに願い出てミケーネ本拠地で闇の帝王に謁見し、自分が和平の使者になるから戦いを止めるよう進言するが、むりやり戦闘獣ゲルニカスへと改造されてしまう（信一郎がゲルニカスへと改造されるシーンは、人間が戦闘獣と化すプロセスを垣間見る貴重な映像と言える）。なおもミケーネの交渉の使者のつもりでグレートに相対するも、実は要塞デモニカによる原子力発電所襲撃の時間稼ぎとしての囮だった上に、密かに埋め込まれていた自爆装置を作動させられたと知り、ちょうど射出されてきたグレートブースターを利用してデモニカ内へ突入、ヤヌスに一矢報いようとするがタイムリミットを迎え敢え無く爆死した。命を賭して発電所を守った彼を思い、ジュンは涙した。
サブタイトルでは「戦闘獣志願」となっているが、拘束され無理やりヤヌスに改造されたのであって実際は志願などしていない。また、シナリオではビューナスの光子力ビームを受けて逆光の中で爆死しており、サブタイトルの「逆光線に散った」はその名残である。

## 登場メカ

### 科学要塞研究所
光子力の研究開発中の事故で死亡したとされていた兜十蔵博士の息子にして、前作主人公の兜甲児の父親である兜剣造博士が、ミケーネ帝国の地上世界侵攻を阻止するために、伊豆半島近郊に秘かに建造していた。その名の通り光子力研究所とは異なり戦闘を主な目的としており、正に「要塞」と呼ぶに相応しい戦いの拠点となっている。武装として多数の光子砲（光子力ビーム砲）のほかに光子力ロケット砲（第5話）や電磁波発射装置（第39話）、グレート発進口を改造した強力なサンダービームロケット砲（第29話）、機銃（第26話）や魚雷（第30話ほか）、バリヤーなどを装備しており（バリヤーは一部の面だけを解除して、内側からの攻撃を通すこともできる〈第31話など〉）、自力で海中に潜行することや海上を航行することも可能である。また、海上施設の上部張り出し部分の四隅には高出力ファンが内蔵されており、建物の上半分が独力で飛行することも可能となっている。海中施設には広大な工場を備え、グレートマジンガーはここに格納・整備されている。グレートのパートナーロボットであるビューナスAも製作し、本格的なミケーネ帝国との戦闘に臨んだ。最終決戦において、剣造が上部構造体をデモニカに体当たりさせ爆発四散した。
グレートマジンガー
兜剣造が15年かけて建造した「マジンガーZを超える“偉大な勇者”」。身長25m、重量32t。
ミケーネ帝国に対抗する人類の最後の切り札として登場し、映画『マジンガーZ対暗黒大将軍』、『マジンガーZ』最終回のいずれにおいてもマジンガーZをボロボロにした戦闘獣を苦も無く撃破してその窮地を救い、無敵の強さを見せつけた。
基本設計はマジンガーZと同じであるが、Zの運用で得たノウハウが活かされている。装甲は超合金Zよりも軽量かつ4倍の強度を誇る「超合金N（ニュー）Z」で造られており、光子力エネルギーによる光子力エンジンで動き、最高出力は90万馬力、『グレートマジンガー』終盤ではさらに強化されて最大出力130万馬力となる。
「マジンゴー!」の掛け声と共に海中のグレート発射口から射出され、ブレーンコンドルという小型ジェット機が頭部に「ファイヤーオン!」で合体し、コクピットとなる。
背中には光子力ロケットエンジン2基を搭載した収容可能な翼スクランブルダッシュを内蔵しており、マジンガーZのような飛行用アタッチメントと合体する必要はなかったが、番組終盤では新たな合体式の翼である強化武装グレートブースターが登場している。飛行速度はマッハ4（グレートブースター使用時はマッハ5）、最高限界高度は50,000m（第1話）。スクランブルダッシュは完全に収納せずに、背中にコンパクトにまとめたままにしておくこともでき（第5、9、12、13、15、17話ほか）、第15話ではその状態でロケット噴射して海中を移動してみせている。第36話における描写によれば、スクランブルダッシュの両翼を失っても、直ちに墜落することなく滞空できる模様。なお、ジェットスクランダーと異なり、スクランブルダッシュは可変翼ではないという誤解が一部にあるが、設定画には可変する図がしっかり描かれているほか、映画『マジンガーＺ対暗黒大将軍』での初登場シーンやTVシリーズ第1話において、翼が後退する描写が為されている。
グレートの潜水限界深度は8,000ｍもあり、これは限界が400mのグレンダイザーをもはるかに凌ぐ。第42話では戦闘獣バブールに海溝（ヤヌスのセリフによれば1万mを越える海溝とのこと）に引きずり込まれ、8,009mを越えていく目盛りが映されている。
マジンガーZの欠点を改良した設計であるはずだが、意外と弱点は多い。第27話ではヤヌス侯爵に「腕が無いと使用できる武器が激減し、戦闘力は三分の一以下に低下する」と指摘されているほか、第33話ではアルゴス長官に足が弱点と見抜かれ、翼と両腕を失ったうえに両脚まで切断されてしまい、グレートを放棄するところまで追い詰められている（この一件が第34話での両脚の強化改造に繋がっている）。さらに映画『UFOロボ グレンダイザー対グレートマジンガー』では、「（背中にある）翼の収納部分に衝撃を与えると、再生回路が作動するまでの数秒間、全機能が停止する」という最大の弱点が明かされた。
鉄也以外がグレートを操縦したことが何度かある。第44話では兜剣造が鉄也の代わりに搭乗、設計者ではあるものの操縦には不慣れなためか苦戦を強いられた。映画『UFOロボ グレンダイザー対グレートマジンガー』では、ベガ星連合軍のバレンドス親衛隊長に強奪・操縦されグレンダイザーと戦闘する事態となるが、奪回後には兜甲児がグレートを操縦し円盤獣グビグビを撃破している。このときバレンドスは初めての操縦ながら（2対1とはいえ）グレンダイザーと互角に戦っている。
劇場作品では（グレートマジンガー登場前の作品『マジンガーZ対デビルマン』を除き）全ての作品に登場する。
OVA版『マジンカイザー』においても唯一、最後まで残存したマジンガーとされ、カイザーと共に行動できるただ1つのマジンガーである。
小説作品『スーパーロボット大戦』（著：団龍彦）では、対デビルマジンガー用にして最強のマジンガー、ゴッド・マジンガーのプロトタイプであったとされている（これは企画初期段階でグレートの名称がゴッドマジンガーとされていたことがネタ元になっている）。
マジンガーZとのデザイン上の違い
永井豪は「強いイメージを出すために各部を先鋭的にし、乗り込むメカもジェット機にして剣を持たせてみた」、「基本的にはZをシャープにかっこよく、Zよりもかなり騎士の姿を意識して、シェイプアップして筋肉質な感じにし、ブレーンコンドルも戦闘機に近い形にした」などと語っている。
永井による初期の『Z』のデザインは『グレート』と同じであり、その後、永井が描いたマジンガーシリーズの漫画では『グレート』のデザインを使った作品も見受けられる。なお、対外的な『グレート』のデザインの公表は、頭部（顔）の部分だけが、1974年春にテレビマガジンを事務局とする「マジンガーズクラブ」の会員証（ライセンス）カードに用いられたのが初出とされている。当初、「『Z』の顔デザインのアレンジか？」と思わされるなど、多くの子供たちは新キャラクターのそれとは気づかず、『マジンガーZ対暗黒大将軍』においてこのデザインの新ヒーローの出現を見て、何者の顔か悟り衝撃を受けたとのこと。
- 頭部
  - 頭頂部に合体する小型飛行機が異なる。
  - その両側の冠状の装甲板の上部が鋭角に尖っている[注 73]。
  - 耳の突起がL字状に上向きに曲がっている。
  - 首の後ろ（人間の延髄に相当）にも錣のように装甲板がある。
- 胴体
  - 熱線を発射する胸の放射板が左右一体化され、武器として外して投擲もできる。
  - ヘソの部分に、ネーブルミサイルを発射する五角形の発射口が新設（Zのミサイルパンチの場合、腹部には特に意匠が存在せず、ミサイル発射時は何も無い所がスライドして開くのみである。また、ジェットスクランダー装着時は、菱形のジョイント部分が開いて発射される。）。
- 腕
  - 両腕に三角板の張り出し部が設けられ、アトミックパンチの際は破壊力を増す突起として作用していると思われる（この突起はドリルプレッシャーパンチの際には6枚のプレッシャーカッター[注 74]と入れ替わる）。
  - ロケットパンチを発射後、Zの腕の断面には台形のドリルミサイル発射口が6つ放射状に配列しているが、グレートは同様の放射状の台形（見た目こそ似ているが特に何かの発射口ということではない）が配列[162]されていたり、あるいは初期の頃のZのような十字の文様だったりと、作画のたびにマチマチであった。なお、この部分に武器は最後まで装備されなかった。
- 足
  - 両腿外側に三角板が設けられ、そこにマジンガーブレードを収納している。
  - スクランブルダッシュ（ならびにグレートブースター）による飛行時のみ、脹脛部分から垂直尾翼が出る[注 75]。
- 全体的に見て身長の違いのみならず、Zより手足が長く、スマートなデザインになっている。

武装
アトミックパンチ
マジンガーZのロケットパンチに相当する。両腕の肘から先が分離した重量約1tの鉄拳が、毎秒2千回転しながらマッハ4の速度で飛んで行き、厚さ5mの鉄板をぶち抜く。有効射程は4kmで、威力はロケットパンチの4倍に達する。
第4話では両腕をマジンガーZの大車輪ロケットパンチのように回転させて撃ち出している。
第51話では回転させずに腕を飛ばす形の、鉄也いわく「“ロケットパンチ”をお見舞い」して見せた。また他にも、第5話を始め第18、23、33、34、38、40、41、50話などでのアトミックパンチは回転していないように見受けられる。
ドリルプレッシャーパンチ
第8話から登場した追加装備。考案者は飛田博士（第8-13話）。
プレッシャーカッターと呼ばれる6つの刃状の突起が飛び出し、毎分2千で高速回転しながらマッハ4で飛んで行くというアトミックパンチの強化版。有効射程は4kmで、厚さ6mの鉄板をも粉砕する。
なお、第8話では飛田博士の口から「威力はアイアンカッターの数百倍」と説明されている。
通常は飛ばした腕全体が回転するが、拳は回転せずカッターのある腕部分だけが回転する場合（第8、21話など）もある。
第8話での初使用では、当たっても自らバラバラに分解した戦闘獣ダイヤカスには効果が無く、続く第二撃でもその右腕を吹き飛ばすにとどまっており（もう一体登場していた戦闘獣ゴブリウスに対しては使用すらしていないなど）、サブタイトルの「とどめの一撃!! ドリルプレッシャーパンチ!!」は内容を正しく表していない。
永井豪や桜多吾作による漫画版には開発や新装備のエピソードが無いため、もとから備わっていた武装と目される。
グレートタイフーン
マジンガーZのルストハリケーンに相当する。
口のスリットから風速150メートルの突風を吹き出すが、Zのような酸化腐食させる効果はない。有効射程は4kmで、数百トンの敵を20-30mも吹き飛ばすことが可能。
ブレストバーン
マジンガーZのブレストファイヤーに相当し、決め技としては最多を誇る。
胸部放熱板から4万度の高熱線（有効射程2㎞）を放射し、敵をドロドロに溶かす。マジンガーZのブレストファイヤーと異なり、水中では使えない（威力が落ちる）といった描写は無く、普通に使用されている（第5、14、51話ほか）。また、マイナス回路をスイッチオンする（=切り替える）ことにより、冷凍光線にも転用できる（第51話）。
ネーブルミサイル
マジンガーZのミサイルパンチに相当する。ネーブルは「へそ」の意。
胴体中央の五角形の発射口からマッハ4.5の速度で放たれるミサイルで、有効射程40㎞、装弾数は84発、TNT火薬800t分相当という（ミサイルパンチの3倍の）破壊力を有する。主に牽制技として多用されたが、戦闘獣にとどめを刺したことも決して少ないわけではない（第17、19、32、40話ほか）。
スクランブルカッター / スクランダーカット
マジンガーZのスクランダーカッター（スクランダーカット）に相当する。
スクランブルダッシュの翼部分で敵を切断する（第4、15話ほか）。折り畳み式ゆえに威力・強度はZよりも劣ると思われるが、第31話では万能要塞ミケロスに突入して内部を切り裂くほどの威力を見せている。
グレートブーメラン
胸の放熱板を取り外し、ブーメランと化して敵を切断する。全長9.9m、重量8t。有効射程距離は9km、飛行速度はマッハ3で、2mの鉄板をも切り裂く。
第24話では手に持ったまま斬りつけるといった使い方がされている。
マジンガーブレード
大腿部の三角板から取り出す、超合金ニューZ製の両刃の剣。全長12m、重量1.2tで、両脚に各1本ずつ装備されており、厚さ3mの鉄板をも斬り裂く。
切れ味が非常に鋭く、近接戦はもちろん、投げつけるなど飛び道具としても有効。第27話で両腕を失った際には、右太腿の格納部から直接発射して戦闘獣アレクセウスに命中させている。なお、第20話では戦いが終わって、ブレードを太腿の鞘に戻す珍しいシーンがある。
ダブルマジンガーブレード
通常は1刀流であるが、強敵相手には2刀流も披露している。
サンダーブレード
サンダーブレークを纏わせて投擲する、殺傷能力を上げた融合技。永井豪の漫画版における最終回で使用され、地獄大元帥にとどめを刺した。なお、アニメ本編でも第2話で戦闘獣ガラリヤに対して、同様の技が使われている。
サンダーブレーク
序盤から中盤におけるグレートマジンガーの最大技。耳の突起にある超高圧放電装置からの300万ボルトの放電で雷を発生させ、秒速30万kmの高圧電流を指先から放つ。第5話や第13、34話では万能要塞ミケロスも、2発の直撃を受けて撤退を余儀なくされている。指先のみならず手にしたマジンガーブレードからも放射することができる（第2、40話など）ほか、第46話では機体や指先を介さず、相手の頭上に直接落雷させる描写も見られた。また第26話では全身に帯電させることで戦闘獣タラントスの糸による拘束を取り払っている。威力は調節ができるようで、第51話では催眠にかかって暴れるボスボロットを正気に戻すため、弱いサンダーブレークを浴びせている。
『別冊テレビランド6号』の記事中では「サンダーブレークは海中では自らも感電してしまうため使えない」となっているが、実際のアニメ本編では深海でも（海溝の上部を塞がれた状態であるにもかかわらず）問題なく使用してみせた（第42話）。
ダブルサンダーブレーク
両手の指から同時に発射するサンダーブレーク。第31話や映画『マジンガーZ対暗黒大将軍』『グレートマジンガー対ゲッターロボ』などで使用された。暗黒大将軍に対しては、指先ではなくダブルマジンガーブレードから放射している（第31話）。なお、「ダブル」を付けて呼称されたのは『グレートマジンガー対ゲッターロボ』のみ。
エレクトロサンダースパーク
永井豪による漫画版でのみ使用された技。両腕とグレートブーメランを失ったグレートがゴーゴン大公と戦闘獣ゼランギアを倒す際に使用した。腕の外れた関節部分を敵に押し当てて電撃を流す。
バックスピンキック
弱点であることが発覚した脚部を強化改造するために、第34話から登場した追加装備。向こう脛からスピンキッカーというブレードを出して破壊力を高めた後ろ回し蹴りで、厚さ5mの鉄板をも切り裂く。足裏からの噴射ブースターで蹴りの速度を増して放つとする資料もあるが、映像本編で噴射ブースターを併用したことは無い。
後述のニーインパルスキックと併せて連続使用されることが多い（第37話など）。
永井豪による漫画版ではそもそも脚の強化のエピソードが無く、使用されていない。しかし桜多吾作の漫画版においては強化エピソードこそ無いものの、一度だけ使用されている。
当時のブルース・リー人気を如実に反映した技であり、第34話冒頭には鉄也自身がジャージ姿でキックの練習に励むシーンがある。
ニーインパルスキック
弱点であることが発覚した脚部を強化改造するために、第34話から登場した追加装備。膝からニーキッカーという突起を出して飛び膝蹴りをくらわせる技で、厚さ4mの鉄板をぶち抜く。足裏からの噴射ブースターを併用して破壊力を高めることが基本だが、単なるニーキッカーでの膝蹴りのときもある（第37、43、45話）。
先述のバックスピンキックと併せて連続使用されることが多い（第37話など）。
永井豪や桜多吾作による漫画版にはそもそも脚の強化のエピソードが無く、使用されていない。
グレートブースター
第47話より登場した追加装備。終盤におけるグレートマジンガーの最強武装。
翼長28m、重量1.8t、最大速度マッハ5、最大上昇限度50,000m、軽く地球を二回り半できる航続距離を誇る。
一見マジンガーZのジェットスクランダーに酷似しているが、その実態は機体をミサイルのように撃ち出し、両翼のビームで相手を麻痺させた上で機体ごと直撃し、先端から飛び出したニードルや鋭い翼をもって殲滅する強力無比な武装。ただし、グレートが背中を損傷すると合体不可能になるという弱点がある（第49話）。使用に際しては科学要塞研究所の上部構造物が分離し、下部からエレベーターでせり上がった後、カプセルごと撃ち出される（カプセルは射出後ただちに外れて、翼を展開したグレートブースターのみで現場に急行する）。ドッキングコールは「（グレート）ブースター・オン!」。グレートとの合体時にはニードルが本体に格納されて尾翼が出現し、左右の翼は前進翼となる。最終決戦では剣造の手で遠隔操作され、戦闘不能に陥ったグレートマジンガーとドッキングすることによって運搬し避難させようとしたが、無敵要塞デモニカによるミサイル攻撃を受けて破壊されてしまった。
永井豪、並びに桜多吾作の執筆する漫画版には登場しない。
ブースターミサイル
石川賢の執筆による漫画『グレート・マジンガー対ゲッターロボG 空中大激突!』でのグレートブースターは、ドッキングした時のグレートのスピードがそれまでの五倍、先端のニードル部分は「ブースターミサイル」という大型のドリルミサイルとなっていて、小型水爆なみの破壊力を持つとされている。ただし光波獣ピクドロンに深手を負わせたものの、とどめを刺すには至らなかった（グレートブースターアタックにあたる使われ方はされていない)。

マジンパワー
瞬間的に本体・武装の出力増幅を図るマジンガーシリーズ共通のブースト機能（第11、50話）。
マジンキック
マジンガーZも使っていた飛び蹴り（第2、26話）。第54話ではそのマジンガーZも放ってみせている。

量産型グレート・マジンガー
月刊『冒険王』に連載された、桜多吾作による漫画版に登場する。民間企業（新住日重工）が科学要塞研究所の職員を買収、グレート・マジンガーの設計図と超合金ニューZの製造方法を非合法的に入手し、量産したもの。剣鉄也による破壊工作でも無事だった8体がゴーゴン大公の手に渡り（購入されて）、自動操縦で科学要塞研究所攻略に向けて進軍するも、オリジナル・グレートのサンダーブレークによって回路を焼かれ研究所側にまとめて鹵獲される。
グレートの完全なコピーであるため性能は全く同じであり、外観・武装もオリジナルと変わらないことから、識別のためボスによってオリジナル・グレートの前腰部分には「元祖」とペイントされた（一方、8体の量産機の胸元には、あらかじめ1から8の番号が振られていた）。ミケーネとの戦闘でオリジナルのグレートが破損した際には、剣鉄也が量産機に乗り換えて（オリジナルを乗り捨て、脱出したブレーンコンドルで機体だけ交換して）戦闘を続ける描写がある。
他に1体だけ試作品として全身の塗装が黒いグレートが存在し、こちらはブラック・グレートと呼ばれる。量産に先駆けた試作品だが、劇中の描写からすでにその性能はオリジナルと同一のレベルに達していると思われる。
また、同じく偽装のために改良された試作品として、外観がマジンガーZ似（光子力ビームと思われる光線と、両手の指先から発する電撃、両胸に開いた発射口から放つミサイルが主武装）で、グレートと同じ戦闘コンピューターを搭載したGMFA1が登場している。当初の対戦車部隊のデモンストレーションや、グレートと対決した際には自動操縦だったが、コクピットも備わっているため有人での操縦も可能であり、科学要塞研究所に鹵獲された後は兜シローが搭乗して、襲い来るグレート軍団に立ち向かっている。

ブレーンコンドル
グレートマジンガーの操縦席となる、垂直離着陸も可能な小型ジェット戦闘機。全長5m、最高飛行速度はマッハ1、光子力エンジンを推進器とし、超合金ニューZ製。2対のジェットエンジンを持ち、水中も潜行できる。普段は研究所の下層の構造体に格納されており、操縦席に着いた鉄也がエンジンを始動しメインノズルを全開で吹かしつつ、「ブレーンコンドル、スイッチオン！」の掛け声と共に発進、海中のパイプから岬の鍾乳洞へと時速600kmの猛スピードで抜け、15秒で難破船によってカムフラージュされた発進口から出撃する。「マジンゴー!」の掛け声で渦の中心から上空に撃ち出されるグレートマジンガーの頭部に向かって垂直降下、コンドルミサイル発射口からの逆噴射（毎回のドッキングシークエンスや第2、15、28、42、44話などで使用している）で減速し「ファイヤーオン!」の掛け声と共にドッキングすると、コクピットブロックが90度回転して正面を向き操縦体勢に移行する（この所要時間が5秒、つまりブレーンコンドル発進からドッキングまでトータル20秒ということになる）。
武装は機体下部の左右に懸架した2門の発射管から撃ち出す「コンドルミサイル（光子力ミサイル）」と、機首の穴から発射する二条の光線「コンドルビーム（光子力ビーム）」。どちらの発射口も前述のとおり逆噴射口をも兼ねている。また、「コンドルミサイル」は通常弾の他にコバルト爆弾へ換装することも可能（第38話）。ただし核兵器なのかどうかは不明。
なお、映画『マジンガーZ対暗黒大将軍』でのブレーンコンドル機体底面には、コンドルミサイルの発射管自体が無い。

ビューナスA
兜剣造がグレートマジンガーのサポート役として製作した女性型ロボット。パイロットは炎ジュン。全高20メートル・重量23トンとマジンガーZよりも大きくて重い。光子力エネルギーによる光子力エンジンで駆動し、最大出力は35万馬力、かつ装備された武器は3種類ながら、初期のマジンガーZ並みの力を有していると記した資料もある。
クインスターという小型機が頭部へドッキングしてコクピットとなる。非常時には分離して脱出装置の役割も果たすが、本編中で機体を捨てて脱出したのは第53話のみ。また、劇中での使用例は無いが、クインスターには逆噴射口を兼ねた前部2門のビーム砲が備わっている。第19話や第22話、第26話、最終回などでクインスターが頭部にドッキングしたままジュンがビューナスを降りていると思われる場面があるが、どうやって乗り降りしたのかは不明（第36話のグレートのような内部エレベーターがあるのかもしれないが描写されず）。
普段は研究所近くの滝壷の中に格納されており、ジュンの「ビューナスA、ゴー!」という掛け声と共に滝壷からせり上がり、「クインスターイン!」の掛け声とともにクインスターが頭部に合体し起動する。分離の際の掛け声は「クインスターオフ!」（第53話）。
超合金ニューZ製であるにもかかわらず、グレートに比べ装甲が薄いためか、けっこう頻繁に破損していた。片腕や片脚を叩き折られたり切断されたり腹に風穴を開けられるのはもちろん、胴体を真っ二つにされたこともある（第33話）。
前腕部には、永井豪による漫画版『マジンガーZ』の「マジンガー軍団」編に登場する弓さやかのビューナスAの武装、「Zカッター」の名残と思しき三角ブレード状の突起があるが、戦闘に使用されたのは第12話のみで、特に切れ味を発揮することもなく戦闘獣バイソニアにへし折られた。また漫画版ビューナスでは光子力ビームを発射していた頭部の二本のアンテナは、TVアニメ版では特に武装を施されていなかった模様。第19話では片方だけ破損した。
当初は走って現場へ急行していたが（走行速度は時速300km）、第25話からビューナススクランダーがオプションとして追加装備され飛行可能となった。
アフロダイ、ダイアナンと違って当初から対ミケーネ戦闘用として開発されたため、武装はレディロボット中では多め。初登場の第3話冒頭では5体の敵ロボットを立て続けに撃破する圧倒的な強さを見せたかと思われたが、これは模擬戦闘訓練もしくはジュンによる活躍予想イメージだった可能性もあり、直後のズガール戦から早くも苦戦。その後も敵戦闘獣の小手調べとして一蹴される「かませ犬」的なポジションに甘んじるケースがほとんどだった。数少ない戦果としてダイヤカス（第8話）、ビーコング（第13話）、アキレウス（第28話）といった戦闘獣、そしてアンゴラス将軍（第56話）を倒している（シナリオでは戦闘獣ムガリッサ、グレシオス、ユニガロス、ゲルニカスもビューナスがとどめを刺しているが、映像化されず）。ただしミケーネスやキャットルーなどのザコ相手ならば流石に鬼神のごとき強さを発揮していた（第41話ほか）。
ちなみに第20話・第37話・第51話・第54話では出撃していない。
なお、集英社『週刊少年ジャンプ』に連載された永井豪による漫画版『マジンガーZ』では、同名でほぼ同じデザインのロボットがアフロダイAの後継機として開発され、「マジンガー軍団」の一員として、弓さやかが搭乗してドクター地獄との最終決戦に参加している。このビューナスAは「マジンガー軍団」編がKCコミックス『グレート・マジンガー』第1巻に収録される際に、頭部や肩などデザインの一部が変更・修正され差別化が図られた（詳細はマジンガーZ#漫画のみの主なメカ参照のこと）。
武装
光子力ミサイル
通称おっぱいミサイル（ただしアニメ本編でそう呼ぶ場面は無い。永井豪による漫画版では一度だけそう呼んでいるシーンがある。）。
当初は命中すればそれなりのダメージを戦闘獣に与えていたが、中盤以降は直撃してもよろめかせるだけで無傷、といった具合に全く効かなかないことが多かった。かなりの連射が可能だが、どこにそんな収納スペースが確保されているのかは謎。第53話では光子力ミサイルをガトリング砲のように高速連射する荒業を披露している。TVアニメ本編で戦闘獣相手に決め技となったことは一度もない。ただし永井豪による『テレビマガジン』連載漫画では、武装解除したグレートを装ったビューナスがミケーネの作戦の裏をかいて戦闘獣イゴーに接近し、至近距離からミサイルを発射・命中させて撃破するシーンがある。「光子力ミサイル!」と叫びつつ左右同時発射するパターンが多かったが、片方だけ発射することも無言で発射することも可能。
光子力ビーム
両目から発射する光線。設定ではビームの破壊力はマジンガーZと同程度だが、ビューナス本体の出力がマジンガーZより低いため威力は弱い。初期話数ではビームの色がバラついていたZと違い、色はピンクで統一されている。劇中では戦闘獣の防御にあって、あまり威力があるようには見えないものの、決まり手としては最多である（第8話・第13話・第56話）。「光子力ビーム!」の掛け声と共に発射するパターンが殆どだが、無言で発射することも可能。
フィンガーミサイル
先端から第二関節までの指先を小型ミサイルとして発射する（ただし親指は発射しない）。「フィンガーミサイル!」の掛け声と共に両手から計8本を同時一斉発射するパターンが多かった。連射も可能で、1本ずつの釣瓶打ち（第5、29、41話など）や、1本ずつ順不同の高速乱れ撃ち（第34話）のほか、片手だけでの発射や無言で発射することもできる。もっぱら牽制技として多用されたが、ほとんど通用しなかった。
ビューナススクランダー
第25話から登場する飛行用アタッチメント。翼長20m、重量1t、最高速度マッハ3、最高飛行高度20,000メートルと、Zが使っていた改良前のジェットスクランダーと同性能。翼はせり出し式で、科学要塞研究所の橋をカタパルトにして射出、「スクランブルアタック!」の掛け声と共にビューナスとドッキングする。
スクランダーカット
映画『グレートマジンガー対ゲッターロボ』において、ギルギルガン・第二形態に対して使用されたが、全く通用せずにスクランダーがへし折れてしまった。TV本編ではビューナスAに装着された状態で使用されたことはなく、唯一第33話で鉄也に遠隔誘導されたスクランダーが、単体で戦闘獣ダンドールを真っ二つにする活躍を見せている。
ビューナスサンダーブレーク
第28話のみで使用され、戦闘獣アキレウスにとどめを刺した技。指が溶けたグレートの代わりに雷撃をビューナスが誘導して指先から放った。その際「サンダーブレーク!」のセリフもジュンが叫んでいる。
ビューナスキック
第4、26、30、43、53話などで使用した飛び蹴り。両脚で食らわせるドロップキックタイプと片脚で決めるタイプの二種類がある。撥ね返されたり回避されたりすることが多く、決まっても相手を一時的に転ばせたり、ぐらつかせる程度の効果しかなかった。
なお、この他に第47話で披露した「光子力ミサイル・光子力ビーム・フィンガーミサイルの同時一斉発射」や、X線レーザー（第50話のみ使用）などがある。
ボスボロット
前作『マジンガーZ』から続投し、連続でレギュラー出演した唯一の機体。パイロットも変わらずボス（とヌケ、ムチャ）である。光子力研究所近くから科学要塞研究所が見えるオンボロ廃ドックへとたむろする場所を移し（第2話）、普段から研究所の動向を窺っていつでもすぐに出撃できるように備えている。またスクラップ製なのは変わらなかったが、全高が12mから20mに、重量は95tから160tに大型化されパワーも上がっている（ただし劇中ではそれらの説明は一切ない）。第5話ではその馬鹿力で戦闘獣ラルゴスの両腕を力任せに引きちぎってみせている。
前作に引き続き、コメディ・リリーフの役割を一手に引き受けており、「頭部がポロッと外れる」お馴染みのギャグも健在。相変わらず「空を飛ぶ」ことにも執着しており、果敢に挑戦と失敗を繰り返す描写がより多くなっている（第1、13、21、22話ほか）。なお、第25話や第43話にて、ついにその悲願を達成している。また、第38話ではグレート発射口から飛び出すという荒業も披露している。
ミケーネ帝国側からは「バカロボット」と呼ばれて（第34話のライガーンや第41話の地獄大元帥、第43話のヤヌス侯爵など）小馬鹿にされており、大半の話数でビューナスと並ぶ「かませ犬」的ポジションだったものの、グレートやビューナスのピンチを救ったことも少なくない（第22、44話ほか、第9話では戦闘獣ダイヤカスに、第21話では戦闘獣ユニガロスに深手を負わせて、ビューナスやグレートによるとどめをアシストしてもいる）。終盤に来てその活躍ぶりはさらに目立つようになり、第43-44話ではステッキにハットにマントというマジシャンスタイルで登場、ステッキから得体の知れないガス（催眠ガス）を噴きつけて戦闘獣ドメスを撃破したほか、第51話ではグレートに代わって、戦闘獣ギュラソスにボロットスピンキックでとどめを刺している。
機械獣を凌駕する強さの戦闘獣にもスペックの差など全く気にせず果敢に挑んでいったが、第46話のソルゴスだけは見ただけで一目散に逃げた。また第52話のみボスのコンディション不良（景気づけにドカ食いし過ぎてダウン）により未出撃。
第35話ではキャットルーに奪われて、第37話ではムチャの手によって操縦されており、前者では目が血走り危険な形相を見せた。ボスとコミュニケーションをとるなど、ある程度の自律意識を持っている様子がうかがえる（第35話）。
武装・技
下記以外にも話数によって6本腕にしたり（第14話）、背中に武器を満載した籠を背負ったり（第26、47話）、パラボラ状の「光線返し」の傘（第29話）や太い棍棒を持ったり（第51話）、腰の周りに手榴弾を装備したり（第34、45話）している。腹部にも様々な武器の搭載が試されており、ボクシングのグローブ状のロケットパンチを発射した（第4話）ほか、第25話の花火砲、第31話の大砲、第53話では「強力吹き矢」を放っている。なかでも「強力吹き矢」は（驚くべきことにボス自らが腹部に陣取って吹いた矢で）デモニカのミサイルを次々と撃墜して見せた。
ドリルプレッシャーパンチ
第8話でのみ使用した武器。飛田博士に（グレートマジンガーに先んじて）無理矢理付けさせたが、初撃は戦闘獣ゴブリウスの尻尾に叩き返された挙句、第2撃は戦闘獣へ届く前に爆発してしまうお粗末ぶりであった。飛田博士いわく、ドリルプレッシャーパンチの強力なパワーにボロットでは耐えられないとのこと。なお、グレートマジンガーのものと違いプレッシャーカッターはストレートの刃が並んでおり、スクリュー状にウェーブがかかっていない。
「スーパーロボット大戦シリーズ」ではボロットプレッシャーパンチの名称で実装されている作品もある。
ボロボロキック
再三にわたって使用された技（第29、38、42話ほか）だが、全く通用しなかったどころか、蹴った足のほうが粉砕してしまうことも（第45話）。ネーミングの由来はボス曰く「戦闘獣をボロボロにする」から（第38話）。
ボロットスピンキック
第51話のみで使用され、戦闘獣ギュラソスにとどめを刺した技。「スピン」と称しているが普通の飛び蹴りであった。
ロボットジュニア
第25話から登場。まだ実の父親と知らず兜剣造を「先生」と呼んでいた頃に、兜シローがねだって造ってもらった操縦練習用の機体。全高15m、重量17t、超合金ニューZ製、光子力エンジンで駆動し、最大出力10万馬力。専用の戦闘服まで用意されており、シローとしては少しでも役に立ちたくて積極的に戦いに参加しようとしている（第43話ほか）のだが、基本的にはボスボロットと同じ（いないよりはまし）レベルだった。野球少年をモチーフにしており、頭部のヘルメット（ジェットキャップ）がそのまま分離式のコクピットになる。頭部へ合体する際のシローは無言だったり（第43話）、「ファイヤーオン!」と叫んだり（第25話）とマチマチである。
永井豪による漫画版では最終話のみに何の説明もなく唐突に登場しており、誕生の経緯や、お披露目エピソードの類は一切なかった。なお、同じページ上において登場するボスボロットの背景には、真樹村正によるスピンオフ漫画『ジャンジャジャ〜ン ボスボロットだい』の登場キャラ（メカ）・ブスボロAがカメオ出演で描かれている。
ロボットジュニアはボスボロットと同様に講談社『テレビマガジン』1975年1月号で、シローの乗るロボットのデザインが一般公募され、1975年3月号にて「シローのロボット大発表!!」として特賞6名と、決定デザインが誌上で公開された、という誕生経緯がある。
武装
アイアンバット
ロボットジュニアの主要武器となる肩から飛び出す超合金ニューZ製のバット。戦闘獣には全く通用せず。
ジュニアミサイル（ロボットジュニアミサイル）
両腕の3門の発射口から連射する小型ミサイル。威力はかなり貧弱。
ジェットバイ
第1話から登場した剣鉄也専用のバイク。ジェット・エンジン2基を搭載し、後部からのジェット噴射で最高時速は400kmに達する。左側面からは補助輪が下ろすことができ、バックの際やスタンド替わりとして使用する。
非常に頑丈で、第12話でバイソニアによって岩の崩落に埋められた際や、第35話でキャットルーの攻撃を受けて崖下に転落した際も無事だった。
武装
ジェットバイパンチ
フロントカウル左右の翼上部に装備された小型のロケットパンチ（第1、7、9、18話ほか）。翼ごとカウル内部に格納できる（第1話）。
第35話では「ジェットバイミサイル」の掛け声で撃ち出している。
破壊ビーム
ヘッドライトの部分からビームを発射可能（第15話）。
このほかに後部の大型ファンからつむじ風を発生させて、追跡者を攪乱することができるとされるが、実際の使用例は無い。

### 光子力研究所
マジンガーZ
第53話で兜甲児が帰国し、彼の操縦で最終決戦に参戦することになる。主な武装は以前と同じであり、大車輪ロケットパンチを除くほとんどの主要武器を使用している。かつて苦杯をなめさせられた戦闘獣との戦いでもいっさい引けを取らず、最終決戦に至っては『マジンガーZ』最終話の鬱憤を晴らすかのような大活躍を見せ、七大将軍のうちの3体（ライガーン・ドレイドウ・ハーディアス）を立て続けに、片腕が無い状態で倒している（第56話）。永井豪が講談社『テレビマガジン』誌に連載していた漫画版において語られたところでは、超合金ニューZに換装され出力も数倍にアップされているが、当時の雑誌記事やTVアニメ本編中では何の説明もされていない。なお、身長18メートルであるはずのZが画面上で25メートルのグレートと並んでもほぼ同じ大きさに見えるのは、ミケーネ帝国との最終決戦に向けてパワーアップ（大改造）されて、サイズも大きくなったためだという説があり、実際一部の書籍にはZのスペックを身長20メートル、本体重量18トンとするものがあるが、そのデータの初出と思われる増刊『テレビランド』にて、映画『マジンガーZ対暗黒大将軍』の公開や、TVアニメ『グレートマジンガー』の番組スタート以前にすでに“身長・20メートル。体重・18トン。（中黒・句点含め原文ママ）”との記載があることから、身長と体重の数値を取り違えた誤植が後続誌に孫引きされている可能性もあり、（身長と体重が変更になったという明確な記述がある当時の資料や記事も無いため）真偽のほどは定かでない。
ダイアナンA
第55話でアメリカ留学から帰国した弓さやかが、最終回で搭乗して最終決戦に臨んだ。スペック強化については劇中でも当時の雑誌記事でも特に説明されておらず、弓教授はダイアナンでは戦力不足であると懸念し、さやかの出撃に終始難色を示していた。飛行能力は変わらず無いので、ビューナスAの足にぶら下がって無敵要塞デモニカとの最終決戦に参加。この際、本来はスカーレットモビル合体用であり、後頭部もしくは額から出るオーロラ光線を両目から武器として発射している（色も七色だったはずが、ビューナスの光子力ビーム同様のピンクの光線となっている）。本来のダイアナンAのビーム兵器であるスカーレットビームは使われていない。なお、永井豪による漫画版の最終話では兜博士の指令を受けて出撃し、戦闘獣相手に互角の戦いを演じている。

### ミケーネ帝国
万能要塞ミケロス
七大将軍らが地上を攻撃する際に搭乗した巨大母艦。全高510m、全幅660m、重量20万t、最高速度マッハ2、水中航行速度30ノット。四方の顔にある口と、上部円盤のてっぺんが戦闘獣の発進口となっている。陸海空どこでも活動が可能。司令室はマジンガーサイズの幹部たちが立って執務できるほどの高さと広さがある。武装としては、四方に付いた顔の両目から発射する巨大レーザー光線砲のミケロスビーム、口から1秒間に1発連射可能なミケロスミサイルの他、下部の回転翼を高速回転させて起こすミケロスハリケーンなどがある。さらに上部円盤の外周部に並んだ穴からレーザービーム（第13、39話ほか）を、本体の外周部の窓の上に並んだ穴からも、周囲に向けてミサイル（第38話）やレーザービーム（第14話ほか）を発射することが可能。鮫型の小型潜航艇（と言ってもグレート並みの大きさがある）「マリンアタッカー」を多数搭載している（第14話）。護りの無い底部とその回転翼部分が脆く、たびたび攻撃を受けて破損している（第14、30話ほか）。第39話で爆薬を満載させた上部円盤を切り離して科学要塞研究所にぶつけようと試みるが、グレートに阻止されたうえに本体へと投げ返されて大爆発の末に海の藻屑となった。デザイン原案は永井豪。
無敵要塞デモニカ
ミケロスに代わって第40話から登場した新たな巨大母艦。全長630m、全高350m、重量325万t、最大速度マッハ1.2（速力マッハ1.5）、水中航行速度36ノット。陸・海・空はおろか地中を掘り進むことも可能（第52-54話など）。船底から突き出た8つの方形ノズルは反重力ビームの発射口であり、地上付近のホバリングや上昇飛行などに使用される。武装としては口や船体上部側面（第40話ほか）や後部デッキ上部の発射台から凄まじい数のミサイルを発射する他、側面には複数のビーム砲（第51話）、前部にも複数の魚雷発射口を備えている（第53話）が、何よりも巨体の大質量に物を言わせた体当たりが強力で、圧倒的な破壊力を誇る。また、爆弾戦車などを多数搭載しており、後部デッキの発進口から上陸させて作戦に当たらせる（第41話）。ミケロスや火山島にはグレートやビューナスの攻撃のダメージが確実に入っていたのに対し、サンダーブレークやブレストバーン、ブレストファイヤーなどの単発攻撃くらいではビクともしないほど頑丈（第41話ほか）。唯一ともいえる弱点は上部のエレベーター式の透明指令塔で、たびたびグレートの攻撃を受けては破壊され、陣取っていた将軍らが負傷している（第41、47話など）。毎回のように科学要塞研究所を壊滅寸前にまで追い込み、まさに難攻不落の無敵要塞であったが、最終回（第56話）でのZ・グレート・ビューナス・ダイアナン4体による集中攻撃にまでは耐えられず、地獄大元帥やヤヌス公爵らもろとも爆発四散した。デザイン原案は永井豪。
火山島前線基地
単に火山島基地、火山島とも呼ばれる。高さ1.7km、幅4km。海底火山が噴火して海上まで隆起してできた島を改造して建設された（第21話）、諜報軍の管轄する移動要塞。
闇の帝王の怒りを静めようと躍起になった暗黒大将軍と、その機に乗じたアルゴス長官が協力して第21話で建設に着手し、第22話で完成させた前線基地で、建設の総指揮を執ったゴーゴン大公が初代司令官に任命されるが直後に絶命したため、第23話以降ヤヌス侯爵が司令官を務める。海面下に動力システムを持ち、移動用ロケットを噴射することで海上を自在に移動するにとどまらず、潜水しての航行も可能。万能要塞ミケロスを内部に格納し発着させられるほど巨大（第38話）で、多数の潜水艦部隊を有しており（第42話）、コントロール室のある司令塔や作戦室、各種レーダー施設や戦闘獣の組み立て工場・格納庫など多くの施設を持つ。島の各地に無数に配備したミサイルと魚雷（第25、26、42話ほか）で武装し、島への侵入者は元々は火山であることを活かした溶岩溜り（第28話）や、島の後方に立つ煙突のような3本のマグマ噴火口で溶岩責めにする（第43、44話）。ミケロスとのダブル攻撃でたびたび科学要塞研究所を窮地に陥れたが、新要塞デモニカの登場に焦った諜報軍側の作戦によって第43話で決戦の舞台となり、続く第44話でグレートたちを道連れにしようとしたヤヌス侯爵の手によって自爆させられ（結局この作戦も失敗に終わって）喪失する。
戦闘獣
ミケーネ帝国が繰り出す戦闘用巨大ロボット。七つの軍団と諜報軍からなり、その戦闘力は機械獣や妖機械獣をはるかに凌ぐ。大きな特徴としてDr.ヘルの「機械獣」の電子頭脳にあたる部分に、ミケーネ人の頭脳が用いられている一種のサイボーグであることが挙げられる。そのため見かけ上の頭部とは別に、胸部あるいは腹部などの体の別の場所にミケーネ人本体の顔（頭脳）があり、劇中ではこの部分が言葉を発したり、表情が変化したりした（ただしヤヌス公爵は胸のスクリーンに映像として表示され、地獄大元帥は頭部にサイボーグ化したDr.ヘルの上半身が接続されている）。
言葉を喋るのは基本的に幹部以上で、一般の戦闘獣は唸り声や鳴き声を上げる以外は表情が変わる程度であるが、中には言葉でコミュニケーションが取れる例外もいる（ケルビニウスやクレオ、ヘレナ、ゲルニカスなど）。生体頭脳を持つだけに戦闘獣に睡眠が必要かどうかは不明だが、第10話のブルートンや第40話の地獄大元帥のように就寝する姿を見せた者もいる。基本的にグレートと同程度かやや大きいサイズであることがほとんどだが、ガバラ（第22話）やソルゴス（第46話）のように遥かに巨大なサイズのものも存在する。
『マジンガーZ』の敵キャラクターは、創造主であるDr.ヘル（唯一生身の人間）と、等身大のサイボーグである幹部（あしゅら男爵・ブロッケン伯爵・ピグマン子爵）と兵士（鉄仮面軍団・鉄十字軍団）、および巨大ロボットの「機械獣」（通常は自らの意思を持たない）が明確に区別されていたのに対し、ミケーネ帝国では暗黒大将軍以下幹部自身が巨大かつ強力な戦闘獣であり、彼らとグレートマジンガーとの直接対決はシリーズの山場となる一方（第31話、第56話など）、元はといえば同じミケーネ人である彼ら巨大キャラクターと等身大のゴーゴン大公やヤヌス公爵（人間体）やミケーネスらとの丁々発止のやり取りは、本作品の敵キャラクターの描写に独特の面白味を加えていた。また、戦闘獣自身が自らの意思を持つゆえに、その性格や生き様の描写がストーリーに深みを与えたエピソードもあった（第9話、第16話など）。
劇中でクレジットされた名前付きの戦闘獣以外にも第12話でバイソニアに破壊される静止画の3体、第24話でファラボスとの模擬戦の末に破壊されるグレートマジンガー姿の1体、第34話でニーインパルスキックやバックスピンキックに破壊されるスライド写真の2体、第45話でバトラーズに破壊される1体、第50話でグレートブースターに破壊されるスライド写真の4体、などなど名称不明の戦闘獣が数体登場している（この他にオープニング映像にも5体の名も知れぬ戦闘獣が登場している）。また、映画『UFOロボ グレンダイザー対グレートマジンガー』では兜甲児の回想中に、闇の帝王の前でグレートと対決する名称不明の1体が登場している。

## スタッフ
- 原作 - 永井豪とダイナミックプロ[注 1]
- 音楽 - 渡辺宙明
- 企画 - 横山賢二、春日東、別所孝治
- 製作担当 - 菅原吉郎
- 選曲 - 賀川晴雄
- 背景 - サンアートスタジオ、スタジオコスモス、アトリエローク、現代制作集団、マスコット、アドコスモ、スタジオユニ
- 効果 - E&M 伊藤道広
- 制作 - 東映、旭通信社

※以下は未クレジット
- キャラクター設定 - 森下圭介[注 2]
- 戦闘獣デザイン原案 - 永井豪、石川賢、五十子勝、風忍、村祭まこと、高梨俊一、安田達矢、高島茂[241]

## 音楽
BGM・主題歌・挿入歌・イメージソングは全て渡辺宙明が作・編曲。前作『マジンガーZ』の音楽も積極的に流用されたほか、劇場版『サイボーグ009』『サイボーグ009 怪獣戦争』（音楽：小杉太一郎）、『空飛ぶゆうれい船』（音楽：小野崎孝輔）などからも音楽が適宜、流用された。
本作のBGMと一部挿入歌は、千葉真一主演の刑事ドラマ『大非常線』の劇中に流れている。

### 主題歌
オープニングテーマ「おれはグレートマジンガー」
作詞 - 小池一雄 / 作曲・編曲 - 渡辺宙明 / 歌 - 水木一郎、コロムビアゆりかご会
第2、3、4、5、9、14、21、26、27、36、53、55話では挿入歌としても使用されている。
バックコーラスなしのバージョンが、挿入歌として映画『マジンガーZ対暗黒大将軍』とTVシリーズ第55話に、主題歌として映画『グレートマジンガー対ゲッターロボ』に使用された。同ヴァージョンは2枚組CD『ETERNAL EDITION ダイナミックプロフィルムズ File No.5&6 グレートマジンガー』、『オリジナル・サウンドトラック「劇場版 マジンガーZ ／ INFINITY」特装盤』に収録されているが、いずれも1コーラスのモノラル録音である。フルサイズやステレオ・ヴァージョンの存在は確認されていない。
OP映像では、コンドルビームで倒される1体（超人型）、アトミックパンチで倒される2体（超人型）、マジンガーブレードで串刺しにされる1体（鳥型）、グレートブーメランで真っ二つにされる1体（猛獣型）の戦闘獣が登場するが、いずれも名称が無く、本編にも登場しない。
エンディングテーマ「勇者はマジンガー」
作詞 - 小池一雄 / 作曲・編曲 - 渡辺宙明 / 歌 - 水木一郎、コロムビアゆりかご会
第1・2・4、5、6、9、20、36話では挿入歌としても使用されている。
暗黒大将軍が倒された第31話以降も、OP・EDともにZのような映像変更は無かった（テロップはEDで一部変更された）。
「おれはグレートマジンガー」、「勇者はマジンガー」の両曲は共に前作『マジンガーZ』放映期間中には完成しており、上述のように前者のバックコーラスなしバージョンが映画『マジンガーZ対暗黒大将軍』にて、後者が『マジンガーZ』最終回で、テレビシリーズ開始に先行して、グレートマジンガーの出撃シーンに挿入歌として初使用されている。
キングレコードから池田鴻によるカヴァー・ヴァージョンも発売された。

### 挿入歌・イメージソング
番組放送中に発売された主題歌・挿入歌LPに収録
「鉄也のテーマ」(第1・7・8・10-16・18・22・23・28・31・34・35・38-41・44・45・48・54・最終話)
作詞 - 浦川しのぶ / 作曲・編曲 - 渡辺宙明 / 歌 - 水木一郎
前作の「Zのテーマ」同様、出撃シーンのテーマ曲。
歌詞に「鉄也」は含まれておらず、鉄也の視点で歌われている。
水木一郎のコンサートで一番リクエストが多いという曲で、セルフカヴァー・ヴァージョンが「水木一郎 ベスト・オブ・アニキング -赤の魂-」に収録されている。
「ぼくらの星 剣鉄也」
作詞 - 浦川しのぶ / 作曲・編曲 - 渡辺宙明 / 歌 - コロムビアゆりかご会
「ビューナスAの歌」(第3・6・25・36話)
作詞 - 浦川しのぶ / 作曲・編曲 - 渡辺宙明 / 歌 - 堀江美都子
歌はすぐOKが出たが、冒頭のセリフのタイミングがなかなか合わず、1日がかりで録音したという。
歌詞違いヴァージョン（カラオケ音源は同じ）が「ほりえみつこ」名義で『大非常線』の挿入歌として流用された（「別れを告げて旅に出る」 / 作詞 - 中村しのぶ）。
「勝てグレートマジンガー」(第26・47話)
作詞 - 永井豪 / 作曲・編曲 - 渡辺宙明 / 歌 - 水木一郎、コロムビアゆりかご会
「悪の勇者たち」
作詞 - 藤川桂介 / 作曲・編曲 - 渡辺宙明 / 歌 - サニー・シンガーズ
「ボロット音頭」(第33、44、45話)
作詞 - 浦川しのぶ / 作曲・編曲 - 渡辺宙明 / 歌 - 大竹宏
「シローの日曜日」
作詞 - 藤川桂介 / 作曲・編曲 - 渡辺宙明 / 歌 - 河添美智子、コロムビアゆりかご会
「ジュンの歌」(第19話)
作詞 - 浦川しのぶ / 作曲・編曲 - 渡辺宙明 / 歌 - 堀江美都子
歌詞違いヴァージョン（カラオケ音源は同じ）が「ほりえみつこ」名義で『大非常線』の主題歌として流用された（「哀愁のスキャット」 / 作詞 - 中村しのぶ）。
「グレートマジンガー賛歌」(第33話)
作詞 - 高久進 / 作曲・編曲 - 渡辺宙明 / 歌 - 水木一郎、コロムビアゆりかご会
「グレートマジンガーのバラード」(第46・49話)
作詞 - 永井豪 / 作曲・編曲 - 渡辺宙明 / 歌 - 水木一郎
前作『マジンガーZ』より
「Zのテーマ」(第53・55・最終話)
作詞 - 小池一雄 / 作曲・編曲 - 渡辺宙明 / 歌 - 水木一郎

## 各話リスト
| 話数   | 放送日        | サブタイトル                                  | 脚本     | 演出       | 作画監督 | 美術     | 登場戦闘獣 |
| ------ | ------------- | --------------------------------------------- | -------- | ---------- | -------- | -------- | --- |
| 第1話  | 1974年 9月8日 | 大空の勇者 グレート・マジンガー               | 高久進   | 勝間田具治 | 森下圭介 | 浦田又治 | 猛獣型戦闘獣・バルバリ 鳥類型戦闘獣・オベリウス |
| 第2話  | 9月15日       | 地獄の使者!! 闇の仕掛人ガラリヤ               | 高久進   | 大谷恒清   | 鹿島恒保 | 山崎誠   | 人間型戦闘獣・ガラリヤ |
| 第3話  | 9月22日       | 炎のガッツ!! 野性のビューナス!!               | 藤川桂介 | 明比正行   | 飯野皓   | 鶴岡孝夫 | 悪霊型戦闘獣・ズガール |
| 第4話  | 9月29日       | キャッチ・アンド・アタック!! 科学要塞研究所!! | 藤川桂介 | 山吉康夫   | 森利夫   | 鶴岡孝夫 | 昆虫型戦闘獣・ムガリッサ |
| 第5話  | 10月6日       | 突撃!! 怒りの連合戦闘獣!!                     | 藤川桂介 | 笠井由勝   | 我妻宏   | 浦田又治 | 爬虫類型戦闘獣・センザン 昆虫型戦闘獣・ラルゴス |
| 第6話  | 10月13日      | 地獄におちた剣鉄也                            | 高久進   | 明比正行   | 飯野皓   | 山崎誠   | 悪霊型戦闘獣・サイコベアー |
| 第7話  | 10月20日      | 救助不可能?! ほら吹き少年の恐怖               | 藤川桂介 | 白土武     | 白土武   | 秦秀信   | 人間型戦闘獣・グレシオス |
| 第8話  | 10月27日      | とどめの一撃!! ドリルプレッシャーパンチ!!     | 藤川桂介 | 笠井由勝   | 森下圭介 | 山崎誠   | 爬虫類型戦闘獣・ゴブリウス 人間型戦闘獣・ダイヤカス |
| 第9話  | 11月3日       | 爆死!! 美しき人間志願者!!                     | 藤川桂介 | 大谷恒清   | 鹿島恒保 | 秦秀信   | 諜報軍戦闘獣・クレオ |
| 第10話 | 11月10日      | 危しマジンガー!! 移動する発狂地帯!!           | 藤川桂介 | 山吉康夫   | 森利夫   | 鶴岡孝夫 | 昆虫型戦闘獣・ブルートン |
| 第11話 | 11月17日      | 目覚めろシロー!! 愛なき戦いの結末!!           | 藤川桂介 | 明比正行   | 飯野皓   | 山崎誠   | 魚類型戦闘獣・ギライ |
| 第12話 | 11月24日      | 猛牛バイソニアの逆襲                          | 高久進   | 白土武     | 白土武   | 秦秀信   | 猛獣型戦闘獣・バイソニア |
| 第13話 | 12月1日       | 激闘!! 兜博士対暗黒大将軍!!                   | 藤川桂介 | 今沢哲男   | 我妻宏   | 鶴岡孝夫 | 人間型戦闘獣・ギロニアン 鳥類型戦闘獣・ビーコング |
| 第14話 | 12月8日       | 転覆寸前!! 研究所を救え!!                     | 藤川桂介 | 笠井由勝   | 森下圭介 | 山崎誠   | 人間型戦闘獣・ハーキュリーズ |
| 第15話 | 12月15日      | 吸血!! 恐怖のトカゲ地獄                       | 高久進   | 西沢信孝   | 飯野皓   | 秦秀信   | 爬虫類型戦闘獣・ゴモドラー 巨大化トカゲ |
| 第16話 | 12月22日      | 立て!! ミケーネの若きプリンス!!               | 藤川桂介 | 大谷恒清   | 鹿島恒保 | 鶴岡孝夫 | 人間型戦闘獣・ケルビニウス |
| 第17話 | 12月29日      | 鉄也よ!! 地獄の闇から這い上がれ!!             | 藤川桂介 | 山吉康夫   | 森利夫   | 山崎誠   | 諜報軍戦闘獣・キリニア 人間型戦闘獣・ブラベウス |
| 第18話 | 1975年 1月5日 | 黒い罠! ドッキング戦闘獣!!                    | 高久進   | 今沢哲男   | 我妻宏   | 秦秀信   | 爬虫類型戦闘獣・イグアナス |
| 第19話 | 1月12日       | 雪よ若い血潮を染め抜け!!                      | 藤川桂介 | 明比正行   | 中村一夫 | 鶴岡孝夫 | 爬虫類型戦闘獣・ギドニアス 魚類型戦闘獣・ゴルドバ |
| 第20話 | 1月19日       | 決死!! ミケーネス攻撃隊乱入!!                 | 藤川桂介 | 田宮武     | 森下圭介 | 山崎誠   | 猛獣型戦闘獣・グラバール 人間型戦闘獣・マーバラス |
| 第21話 | 1月26日       | 怒りの指令!! 姿を見せた闇の帝王!!             | 藤川桂介 | 笠井由勝   | 坂口尚   | 千葉秀雄 | 魚類型戦闘獣・ダゴラー 人間型戦闘獣・ユニガロス |
| 第22話 | 2月2日        | ゴーゴン大公!! 火山島に散る                   | 藤川桂介 | 大谷恒清   | 増谷三郎 | 鶴岡孝夫 | 魚類型戦闘獣・ガバラ 人間型戦闘獣・ダンダロス ゴーゴン大公 |
| 第23話 | 2月9日        | 妖しき新司令官 ヤヌス侯爵!!                   | 藤川桂介 | 今沢哲男   | 我妻宏   | 山崎誠   | 人間型戦闘獣・バーグル |
| 第24話 | 2月16日       | 死闘!! この一撃に命をかけろ!!                 | 安藤豊弘 | 山吉康夫   | 森利夫   | 秦秀信   | 人間型戦闘獣・ファラボス にせグレートマジンガー |
| 第25話 | 2月23日       | ピンチ!! 飛べ ビューナスA                     | 藤川桂介 | 田宮武     | 森下圭介 | 鶴岡孝夫 | 人間型戦闘獣・イスカリオス |
| 第26話 | 3月2日        | 幻の父!! 兜博士の秘密!!                       | 藤川桂介 | 明比正行   | 中村一夫 | 秦秀信   | 昆虫型戦闘獣・タラントス |
| 第27話 | 3月9日        | 燃やせ!! 怒りの決死の反撃                     | 安藤豊弘 | 西沢信孝   | 白鳥泉   | 鶴岡孝夫 | 人間型戦闘獣・アレクセウス 猛獣型戦闘獣・ガルガニア |
| 第28話 | 3月16日       | 脱出せよ!! ヤヌスの溶岩責め!!                 | 藤川桂介 | 大谷恒清   | 我妻宏   | 秦秀信   | 諜報軍戦闘獣・アキレウス |
| 第29話 | 3月23日       | 大逆転!! 秘密兵器を発射せよ!!                 | 藤川桂介 | 山吉康夫   | 森利夫   | 鶴岡孝夫 | 諜報軍戦闘獣・アイザクロン 魚類型戦闘獣・ギラギンガ |
| 第30話 | 3月30日       | 勝利目前!! ふるい立つ暗黒大将軍!!             | 藤川桂介 | 大貫信夫   | 坂口尚   | 遠藤重義 | 魚類型戦闘獣・ジュラン 人間型戦闘獣・バニガン |
| 第31話 | 4月6日        | 死闘!! 暗黒大将軍の最後!!                     | 藤川桂介 | 田宮武     | 森下圭介 | 遠藤重義 | 魚類型戦闘獣・ジュラン 人間型戦闘獣・バニガン 人間型戦闘獣・ダンザニア 暗黒大将軍                                                                                                |
| 第32話 | 4月13日       | 鉄也よ解け!! 心の謎を‥‥!!                     | 安藤豊弘 | 笠井由勝   | 中村一夫 | 鶴岡孝夫 | 鳥類型戦闘獣・グラシス |
| 第33話 | 4月20日       | グレートマジンガーの足が吹っ飛んだ!!          | 藤川桂介 | 西沢信孝   | 鹿島恒保 | 秦秀信   | 鳥類型戦闘獣・ハーピイ 人間型戦闘獣・ダンドール |
| 第34話 | 4月27日       | 今だ出せ!! バック・スピン・キック!!           | 藤川桂介 | 今沢哲男   | 我妻宏   | 秦秀信   | 猛獣型戦闘獣・ドルマン |
| 第35話 | 5月4日        | スーパー忍者! キャットルー軍団!!              | 高久進   | 川田武範   | 森利夫   | 鶴岡孝夫 | 人間型戦闘獣・ゴーリキ |
| 第36話 | 5月11日       | 甦れ!! 憎しみを越えた愛!!                     | 安藤豊弘 | 田宮武     | 森下圭介 | 浦田又治 | 鳥類型戦闘獣・グレーニアス |
| 第37話 | 5月18日       | 午前三時 兜博士を暗殺せよ!!                   | 藤川桂介 | 笠井由勝   | 中村一夫 | 鶴岡孝夫 | 諜報軍戦闘獣・ヘレナ |
| 第38話 | 5月25日       | 鉄也よ泣くな!! 奪われたマジンガー!!           | 安藤豊弘 | 大谷恒清   | 上村栄司 | 遠藤重義 | 人間型戦闘獣・ドルモス |
| 第39話 | 6月1日        | 最後の挑戦!! 空の要塞ミケロス!!               | 藤川桂介 | 今沢哲男   | 我妻宏   | 浦田又治 | 猛獣型戦闘獣・ドラドス |
| 第40話 | 6月8日        | 死を呼ぶ 赤い十字架!!                         | 高久進   | 西沢信孝   | 増谷三郎 | 鶴岡孝夫 | 悪霊型戦闘獣・マミレス |
| 第41話 | 6月15日       | 上陸!! 無敵の要塞デモニカ!!                   | 藤川桂介 | 山口秀憲   | 森利夫   | 遠藤重義 | 人間型戦闘獣・メルクテス |
| 第42話 | 6月22日       | 深海墓場!! 傷だらけの脱出!!                   | 安藤豊弘 | 笠井由勝   | 森下圭介 | 浦田又治 | 諜報軍戦闘獣・バブール |
| 第43話 | 6月29日       | 待ったなし!! 科学要塞研究所!!                 | 藤川桂介 | 明比正行   | 中村一夫 | 鶴岡孝夫 | 諜報軍戦闘獣・ドメス 諜報軍戦闘獣・グロッサー 諜報軍戦闘獣・ルバンバ |
| 第44話 | 7月6日        | 怒りの大逆襲!! 火山島基地爆破!!               | 藤川桂介 | 大貫信夫   | 上村栄司 | 遠藤重義 | 諜報軍戦闘獣・グロッサー 諜報軍戦闘獣・ルバンバ |
| 第45話 | 7月13日       | 狂った グレート・マジンガー!!                 | 安藤豊弘 | 大谷恒清   | 白鳥泉   | 鶴岡孝夫 | 人間型戦闘獣・バトラーズ |
| 第46話 | 7月20日       | 闘魂!! この命燃えつきるまで!!                 | 安藤豊弘 | 勝間田具治 | 森利夫   | 浦田又治 | 人間型戦闘獣・ソルゴス |
| 第47話 | 7月27日       | 必殺!! 超高速グレート・ブースター!!           | 藤川桂介 | 笠井由勝   | 森下圭介 | 遠藤重義 | 鳥類型戦闘獣・トルケーン 怪鳥将軍バーダラー |
| 第48話 | 8月3日        | 特攻作戦!! さやか出現!!                       | 安藤豊弘 | 大谷恒清   | 中村一夫 | 鶴岡孝夫 | 諜報軍戦闘獣・ドルラーク |
| 第49話 | 8月10日       | 耐えろシロー!! 勇者に休日はない               | 藤川桂介 | 大貫信夫   | 上村栄司 | 遠藤重義 | 諜報軍戦闘獣・ガンサー |
| 第50話 | 8月17日       | 涙の彼方に太陽が‥‥!!                          | 安藤豊弘 | 勝間田具治 | 増谷三郎 | 浦田又治 | 諜報軍戦闘獣・マリゲラ |
| 第51話 | 8月24日       | 輝け明星!! マジンガーZが帰って来た!!          | 藤川桂介 | 笠井由勝   | 森下圭介 | 下川忠海 | 諜報軍戦闘獣・ギュラソス 地底戦車モグラドン |
| 第52話 | 8月31日       | 戦闘獣志願!! 逆光線に散った青春!!             | 藤川桂介 | 山口秀憲   | 森利夫   | 遠藤重義 | 諜報軍戦闘獣・テオドラス 諜報軍戦闘獣・ゲルニカス |
| 第53話 | 9月7日        | 偉大な勇者!! ファイト鉄也・ダッシュ甲児!!     | 安藤豊弘 | 大谷恒清   | 中村一夫 | 浦田又治 | 人間型戦闘獣・ギラン 人間型戦闘獣・ドカイダー |
| 第54話 | 9月14日       | 打倒デモニカ!! 無敵のダブルアタック!!         | 藤川桂介 | 大貫信夫   | 上村栄司 | 遠藤重義 | 人間型戦闘獣・ゴーグラー 諜報長官・アルゴス |
| 第55話 | 9月21日       | 明日なき総力戦!! 鉄也・甲児を地獄へ送れ!!     | 藤川桂介 | 明比正行   | 森下圭介 | 下川忠海 | 鳥類型戦闘獣・ゴールド・フェニックス 人間型戦闘獣・バルカニア 猛獣型戦闘獣・グレート・マンモス                                                                                   |
| 第56話 | 9月28日       | 平和の鐘よ 勇者の頭上に鳴り渡れ!!             | 藤川桂介 | 山吉康夫   | 森利夫   | 下川忠海 | 猛獣型戦闘獣・グレート・マンモス 大昆虫将軍スカラベス 超人将軍ユリシーザー 猛獣将軍ライガーン 妖爬虫将軍ドレイドウ 悪霊将軍ハーディアス 魔魚将軍アンゴラス ヤヌス侯爵 地獄大元帥 |

## 放送局
- フジテレビ（制作局）：日曜 19:00 - 19:30
- 北海道文化放送：日曜 19:00 - 19:30[253]
- 青森放送：土曜 17:25 - 17:55[254]
- テレビ岩手：月曜 18:00 - 18:30[255]
- 秋田テレビ：日曜 19:00 - 19:30[256]
- 山形テレビ：日曜 19:00 - 19:30[256]
- 仙台放送：日曜 19:00 - 19:30[257]
- 福島テレビ：土曜 19:00 - 19:30[258]
- 新潟放送：木曜 17:30 - 18:00[259]
- 山梨放送：火曜 18:00 - 18:30（1975年2月 - 3月時点）　→ 火曜 17:25 - 17:55（1975年4月 - 6月時点） [260]
- 長野放送：日曜 19:00 - 19:30[256]
- テレビ静岡：日曜 19:00 - 19:30[256]
- 富山テレビ：日曜 19:00 - 19:30[261]
- 石川テレビ：日曜 19:00 - 19:30[261]
- 福井テレビ：日曜 19:00 - 19:30[261]
- 東海テレビ：日曜 19:00 - 19:30
- 関西テレビ：日曜 19:00 - 19:30
- 山陰中央テレビ：日曜 19:00 - 19:30
- 広島テレビ：火曜 18:00 - 18:30[262]
- 山口放送：土曜 18:00 - 18:30[263]
- 西日本放送：火曜19:00-19:30
- 愛媛放送：日曜 19:00 - 19:30
- 高知放送：火曜 18:00 - 18:30[263]
- テレビ西日本：日曜 19:00 - 19:30
- サガテレビ：日曜 19:00 - 19:30
- テレビ長崎：日曜 19:00 - 19:30[264]
- テレビ熊本：日曜 19:00 - 19:30[264]
- テレビ大分：水曜 18:00 - 18:30[265]
- テレビ宮崎：火曜 17:55 - 18:25[266]
- 鹿児島テレビ：木曜 17:55 - 18:25[266]
- 沖縄テレビ：日曜 19:00 - 19:30

## 劇場版
グレートマジンガーが登場した劇場用作品は以下の通り。
- マジンガーZ対暗黒大将軍（1974年）
- グレートマジンガー対ゲッターロボ（1975年）
- グレートマジンガー対ゲッターロボG 空中大激突（1975年）
- UFOロボ グレンダイザー対グレートマジンガー（1976年）
- グレンダイザー ゲッターロボG グレートマジンガー 決戦! 大海獣（1976年）
- 劇場版 マジンガーZ / INFINITY(2018年）

## 映像ソフト
- 1996年12月13日に全話収録のLD-BOXが発売[267]。
- 1997年5月21日に全話収録のLD-BOXが発売[268]。
- 2003年5月21日に全話収録のDVD-BOXが発売[269]。
- 2005年9月21日から2006年1月21日に単品DVDソフトが発売。

## コミカライズ
- 『テレビマガジン』講談社
1974年10月号 - 1975年10月号　永井豪とダイナミックプロ
各話20P前後の読み切り形式。全13回。『マジンガーZ』の実質的最終回（1974年10月号）にもあたる第1回は『偉大な勇者グレート★マジンガー』のタイトルで掲載された[注 133]。最終回はオールカラー29ページで、小松崎茂によるイラスト（見開き2点＝計4ページ分）が物語途中の2箇所に差し挟まれるという特殊な構成であった[271]。このイラスト4ページは、KCコミックスでは（連載時にはあったナレーションと擬音が削除された上で）モノクロながら収録されていた[272]ものの、その後の各社からリリースされた単行本化ではカットされてしまうのが常であった（カットされても一応の物語の辻褄は合うので、大きな支障はなかった）[注 134]。さらにラストページからそのまま連続して『UFOロボ グレンダイザー』連載第1回に繋がるという構成も特筆に値する[注 135]。

- 『テレビランド』徳間書店
1974年9月号 - 10月号　原作／永井豪　まんが／天保革
1974年11月号 - 1975年10月号　原作／永井豪　まんが／今道英治

- 『冒険王』秋田書店
1974年10月号 - 1975年10月号　原作／永井豪　まんが／桜多吾作

- 『たのしい幼稚園』講談社
1974年10月号 - 1975年6月号, 9,10月号　原作／永井豪　構成／ダイナミック企画　まんが／秋本シゲル（1975年2月号のみ構成：菊地忠昭、作画：東映動画）

- 『ディズニーランド』講談社
1974年10月号 - 12月号　原作・永井豪　絵・桜多吾作　
1975年2月号　原作・永井豪　絵・斉藤栄[注 136]
1975年3月号 - 1975年10月号　原作・永井豪　絵・さかえはじめ[注 136]（不知火プロ）

- 『おともだち』講談社
1974年10月号 - 1975年10月号　原作・永井豪　まんが・ダイナミックプロ（桜多吾作）、（1974年11月号のみ まんが・野口竜）[276]

単行本
- 講談社KCコミックス『グレート・マジンガー』永井豪とダイナミックプロ・著　全2巻[205][277]
  - 第1巻の表紙メインイラストであるグレート・マジンガーの顔のアップは、永井豪やダイナミックプロによるものではなく、イラストレーター関口猪一郎がテレビマガジン1974年9月号の表紙用イラストとして描いたものの流用であった[278][279]（これに連載第1回〈1974年10月号〉扉の半身像が小さく合成されている[270]）。
  - 基本的に永井豪のテレビマガジン連載分をまとめたものだが、第1巻は集英社『週刊少年ジャンプ』に連載されていた『マジンガーZ』の「マジンガー軍団編」を、大量の加筆修正・描き足しを施したうえで（ただしビューナスA開発のエピソードは割愛）、テレビマガジン連載時の『マジンガーZ』最終回（1974年9月号）の冒頭[280][281]と差し替える形で繋げて収録している[注 137]。その結果、タイトルになっている本来の主役メカ“グレート・マジンガー”や剣鉄也の登場と、その宿敵ミケーネ帝国との戦いの物語は、第1巻の終盤まで持ち越される構成となっている。
  - 収録順はテレビマガジンでの連載順とは異なり、第1巻では第1回の次に第5回が収録され、第2巻では第2回から始まって、後は第5回を除いた形で最終回までが収録されるという変則的な構成となっている。これは第1巻で2体の異なるビューナスAが登場してしまうことを避けるための順序の入れ替えと思われるが、これによっていつの間にかボスが鉄也やジュンと知り合いになっている第1巻のその後、第2巻冒頭であらためてボスが二人と知り合うという展開となっており、物語が破綻してしまっている。
  - 上述のとおりKCコミックス第2巻には、その後の各社からの単行本ではカットされてしまう小松崎茂によるイラスト（最終エピソードにおける見開き2点＝計4ページ分）が、モノクロながら収録されている（ただし連載時にはあったナレーションと擬音が欠落している）[272]。
  - その後、各出版社から発行される単行本のほとんどで（全2巻構成の場合）、このKCコミックスの構成が踏襲されている。全1巻構成で出版される場合は「マジンガー軍団」編をカットした上で収録順が整理されることもあるが、それでもやはり連載当時の掲載順にはなっていない[注 138]。連載時の掲載順どおりに収録されたのは、2023年4月現在、復刊ドットコム刊『グレート・マジンガー 1974-75［初出完全版］』[282]が初めてにして唯一である。

- パンローリング社刊『UFOロボ グレンダイザー 完全版』 永井豪 / 岡崎優・著[275]
  - 永井豪の執筆による『UFOロボ グレンダイザー』 のテレビマガジン連載分を（連載を途中で引き継いだ岡崎優の分も含め）一冊にまとめた単行本ではあるが、その第1回が『グレート・マジンガー』最終回と連続しているという、当時のテレビマガジン（1975年10月号）本誌での掲載状態を完全に再現するために、『グレート・マジンガー』最終回の全ページが（小松崎茂によるイラストページもカットすることなく）フルカラーで復刻収録されている[注 139]。

- 秋田書店サンデーコミックス『グレート・マジンガー』全4巻 原作・永井豪/絵・桜多吾作[283][184][284][285]
  - 月刊「冒険王」に連載された桜多吾作によるコミカライズをまとめたもの。
  - 第3巻には講談社『テレビマガジン増刊号』に掲載された『グレート・マジンガー対ゲッターロボ』[286]を、「ゲッター対マジンガー」と改題して収録している。

- 朝日ソノラマ サンワイドコミックス『グレート・マジンガー』全2巻 永井豪・原作/桜多吾作・絵[6][287]
  - 秋田書店サンデーコミックスの内容を全2巻に再編集して発行した単行本（「ゲッター対マジンガー」も第2巻の冒頭に収録している）。表紙は桜多吾作による新規描きおろし。

- 双葉社ACTION COMICS『グレート・マジンガー』全4巻 永井豪・原作/桜多吾作・作画[288][289][290][291]
  - 朝日ソノラマのサンワイドコミックス版の内容を全3巻に再編集して発行した単行本。表紙カバーイラストは桜多吾作ではなく、中村淳一によるカラー描きおろしであるが、本編の内容は同一である（「ゲッター対マジンガー」も第4巻の巻末に収録している）。

- 徳間書店テレビランドコミックス『グレートマジンガーけっさく選①[注 140]』原作・永井豪/まんが・今道英治[292]。
  - テレビランド及び別冊テレビランドに連載・掲載された今道英治によるコミカライズから、セレクトされた一冊。「けっさく選①」と銘打っているものの前述のとおり発行は1巻にとどまり、2巻以降は発売されていない。そのため連載最終話までを収録しておらず、単行本としては未完である。